# Premier League 2023-2024
La Premier League 2023-2024 è stata la 125ª edizione della massima divisione del campionato inglese di calcio, nonché la trentaduesima della Premier League. La stagione è iniziata l'11 agosto 2023 ed è terminata il 19 maggio 2024.
A vincere il campionato è stato il Manchester City, al suo decimo trofeo complessivo e quarto consecutivo.

## Stagione

### Novità
Dalla stagione precedente sono state retrocesse Leicester City, Leeds Utd e Southampton, ultime tre classificate. Dalla Championship, al loro posto, sono state promosse Burnley, Sheffield Utd e Luton Town. Quest'ultimo diventa il primo club inglese ad aver risalito la piramide calcistica inglese dal quinto al primo livello nell'era della Premier League.

### Formula
Per la settima stagione consecutiva accedono alla fase campionato della UEFA Champions League 2024-2025 le prime quattro classificate. Accedono alla fase campionato della UEFA Europa League 2024-2025 la 5ª squadra classificata e la vincente della FA Cup; la vincente della League Cup accede agli spareggi della UEFA Conference League 2024-2025. Nel caso in cui le vincenti delle due coppe nazionali siano già qualificate alle coppe europee tramite il campionato, al loro posto si qualificheranno la 6ª in campionato alla UEFA Europa League ed eventualmente la 7ª alla UEFA Europa Conference League. Nel caso in cui, come accaduto in quattro delle ultime cinque stagioni, le squadre inglesi siano fra le due migliori nazioni nelle coppe europee, la 5ª andrà in Champions, e le altre scaleranno di conseguenza qualificando nel caso l'8ª in Conference. Le ultime tre squadre classificate retrocedono nella Championship 2024-2025.

### Calciomercato

#### Sessione estiva

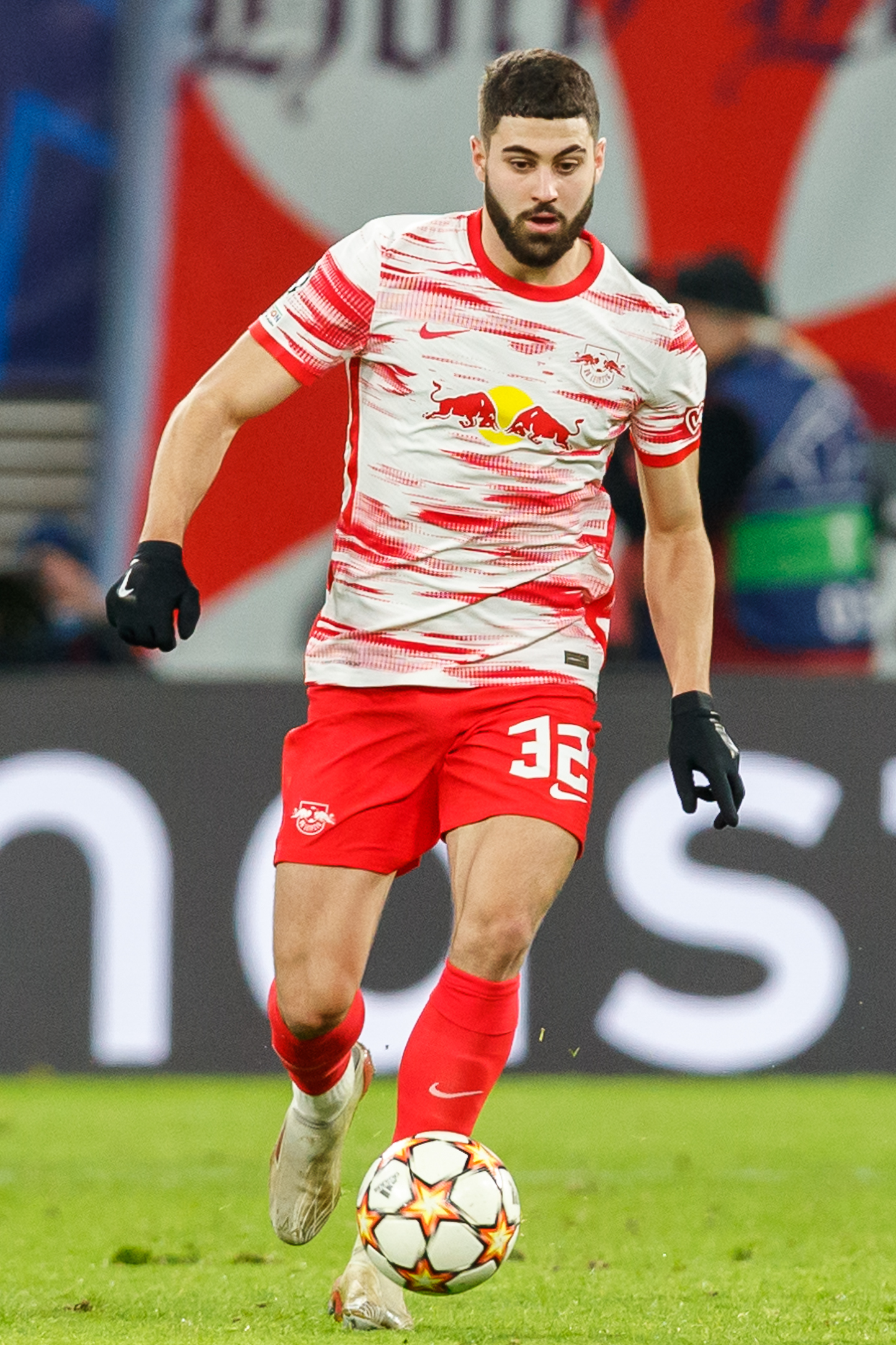
Il croato Joško Gvardiol, acquisto estivo dei Citizens, diventa il difensore più costoso di sempre, affermandosi nellundici titolare durante la stagione.

Il Manchester City campione in carica si rinforza con gli acquisti del difensore Gvardiol, che diventa il difensore più pagato nella storia del calcio, dal RB Lipsia, dei centrocampisti Nunes e Kovačić, proveniente dal Wolverhampton e dal Chelsea, e dell'attaccante Doku, arrivato dal Rennes. In uscita, vengono ceduti gli attaccanti Mahrez e Palmer, rispettivamente all'Al-Ahli e al Chelsea, e il difensore Laporte, andato all'Al-Nassr. L'Arsenal, una delle rivali più accreditate dei Citizens, acquista il centrocampista Rice dal West Ham Utd, l'attaccante Havertz dal Chelsea e il difensore Timber dall'Ajax. I Gunners cedono l'attaccante Balogun al Monaco e il centrocampista Xhaka al Bayer Leverkusen.

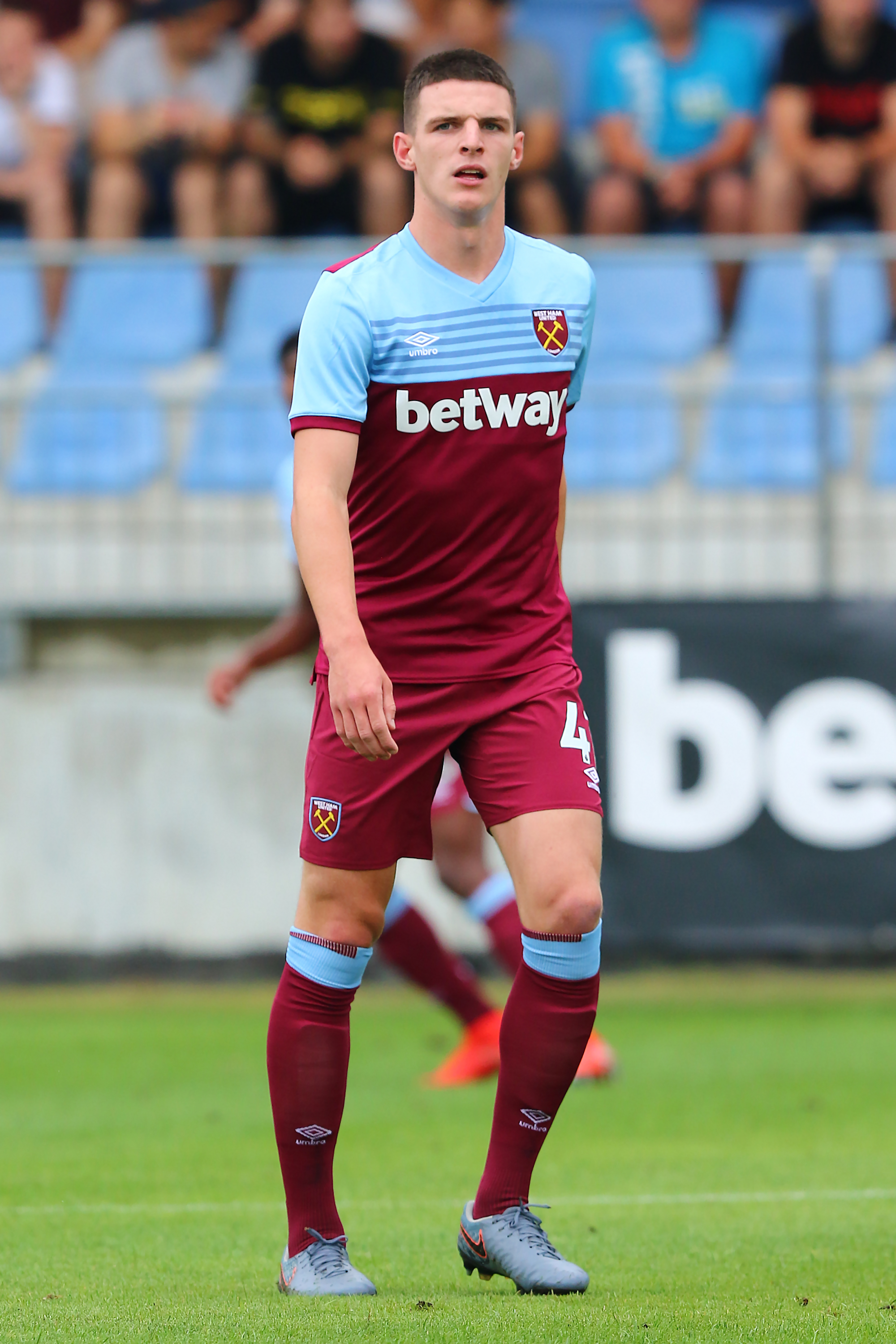
Il centrocampista Declan Rice, rinforzo estivo dell', si afferma come un punto fermo dei Gunners.

Il Manchester Utd acquista l'attaccante Højlund dall'Atalanta, il centrocampista Mount dal Chelsea e il portiere Onana dall'Inter. In uscita salutano il portiere Henderson, che passa al Crystal Palace, l'attaccante Elanga, che passa al Nottingham Forest, e il centrocampista Fred, che si accasa al Fenerbahçe. Il Newcastle Utd acquista il centrocampista Tonali dal Milan, l'attaccante Barnes dal Leicester City e il difensore Livramento dal Southampton. Vengono ceduti gli attaccanti Saint-Maximin all'Al-Ahli e Wood al Nottingham Forest.
Il Liverpool rinforza il centrocampo con gli acquisti di Szoboszlai dal RB Lipsia, di Mac Allister dal Brighton, di Gravenberch dal Bayern Monaco e di Endō dallo Stoccarda. I Reds cedono i centrocampisti Fabinho, che passa all'Al-Ittihad, e Henderson, che si trasferisce all'Al-Ettifaq; salutano anche i centrocampisti Milner, Oxlade-Chamberlain e Keïta e l'attaccante Firmino. Il Chelsea acquista i centrocampisti Caicedo e Lavia, rispettivamente dal Brighton e dal Southampton, l'attaccante Nkunku dal RB Lipsia e il sopracitato Palmer dal Chelsea; in entrata i Blues prendono anche l'attaccante Jackson dal Villarreal, il centrocampista Ugochukwu dal Rennes e il portiere Sánchez dal Brighton. Oltre ai sopracitati Havertz, Mount e Kovacic, vengono ceduti anche il difensore Koulibaly all'Al-Hilal, i centrocampisti Pulisic e Loftus-Cheek al Milan e il portiere Mendy all'Al-Ahli.
Tra le altre, il Brighton prende l'attaccante João Pedro dal Watford, l'Aston Villa l'attaccante Diaby dal Bayer Leverkusen e il difensore Torres dal Villarreal, il Tottenham il portiere Vicario dall'Empoli e il centrocampista Maddison dal Leicester City.

#### Sessione invernale
La sessione invernale non fa registrare movimenti di rilievo. Il Tottenham prende il difensore Drăgușin dal Genoa e l'attaccante Werner dal RB Lipsia, l'Aston Villa acquista l'attaccante Rogers dal Middlesbrough, il Brighton accoglie il difensore Barco dal Boca Juniors. Il West Ham Utd prende in prestito il centrocampista Phillips dal Manchester City mentre il Fulham l'attaccante Broja dal Chelsea.

### Avvenimenti

#### Girone di andata

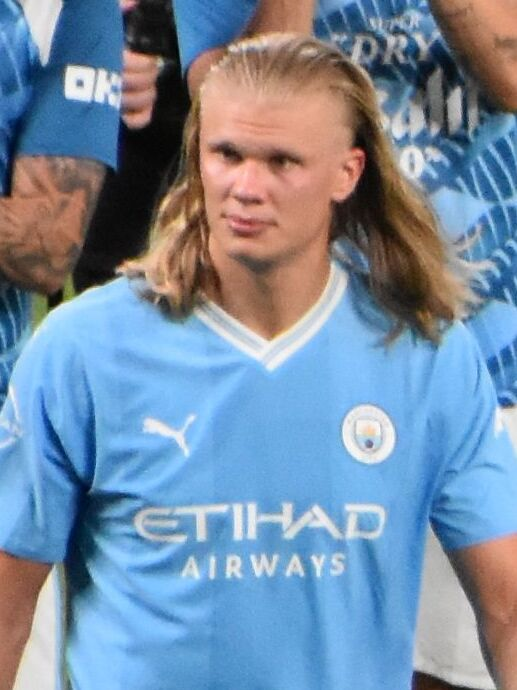
L'attaccante norvegese Erling Haaland si conferma miglior marcatore del campionato con 27 reti totali.

Alla 3ª giornata il Manchester City si prende la vetta solitaria della classifica, davanti al gruppo di inseguitrici formato da Arsenal, Liverpool, Tottenham e West Ham Utd. Nelle prime giornate si evidenzia il buon rendimento degli Spurs, che salgono addirittura al primo posto, prima in coabitazione con l'Arsenal all'8ª giornata e poi da soli. All'11ª giornata i Citizens si riprendono il primato, ma nei turni successivi devono cedere il passo prima all'Arsenal e poi al Liverpool, che si ritrova in testa da solo per la prima volta alla 16ª giornata. Già nel turno dopo, tuttavia, si assiste al sorpasso dei Gunners, che approfittano del pari dei Reds con il Manchester United. Alla 19ª giornata, perdendo nel derby londinese con il West Ham, l'Arsenal si vede superato dal Liverpool, che chiude in testa al giro di boa del campionato. Alle spalle delle prime due, ci sono l'Aston Villa, protagonista di un ottimo girone di andata, e il Manchester City. Il Tottenham, dopo un buon inizio, perde contatto col vertice mentre è inferiore alla attese il rendimento di Manchester Utd e Chelsea, nonostante gli ingenti investimenti sul mercato. In coda, si segnalano le difficoltà dell'Everton mentre a chiudere il girone di andata in zona retrocessione sono Luton Town, Burnley e Sheffield Utd.

#### Girone di ritorno
Nelle prime giornate del girone di ritorno si delinea una lotta per il titolo a tre tra Liverpool, Arsenal e Manchester City. I Reds conservano il primato solitario fino alla 27ª giornata, venendo agganciati dai Gunners nel turno dopo in virtù del pari maturato nello scontro diretto contro i Citizens. Già alla 30ª giornata, tuttavia, il Liverpool è di nuovo primo da solo, approfittando del pareggio dell'Arsenal contro il Manchester City. Il primato solitario dura poco, visto che i Reds vengono prima agganciati dall'Arsenal alla 32ª giornata e poi superati dai Citizens alla 33ª giornata. Nei turni successivi l'Arsenal prima va in testa con il Liverpool e poi si prende la vetta solitaria alla 35ª. I Gunners conservano il primato fino al penultimo turno ma, alla vigilia dell'ultima giornata, i Citizens vincono il recupero della 34ª con il Tottenham e vanno in testa alla graduatoria. All'ultima giornata il Manchester City batte il West Ham Utd, vanificando la vittoria dell'Arsenal sull'Everton, e conquista la quarta Premier League consecutiva. A completare il quadro delle classificate in Champions League sono Liverpool e Aston Villa. In Europa League si qualificano il Tottenham, che chiude quinto, e il Manchester Utd, che termina ottavo ma che vince la coppa nazionale. In Conference League accede il Chelsea, protagonista di un girone di ritorno in crescita. A retrocedere sono il Luton Town, il Burnley e lo Sheffield Utd.

## Squadre partecipanti
| Squadra           | Stagione | Città                         | Stadio                      | Stagione precedente                                             |
| ----------------- | -------- | ----------------------------- | --------------------------- | --------------------------------------------------------------- |
| Arsenal           | dettagli | Londra (Islington)            | Emirates Stadium            | 2º posto in Premier League                                      |
| Aston Villa       | dettagli | Birmingham                    | Villa Park                  | 7º posto in Premier League                                      |
| Bournemouth       | dettagli | Bournemouth                   | Dean Court                  | 15º posto in Premier League                                     |
| Brentford         | dettagli | Londra (Brentford)            | Brentford Community Stadium | 9º posto in Premier League                                      |
| Brighton          | dettagli | Brighton & Hove               | Falmer Stadium              | 6º posto in Premier League                                      |
| Burnley           | dettagli | Burnley                       | Turf Moor                   | 1º posto in Football League Championship, promosso              |
| Chelsea           | dettagli | Londra (Hammersmith e Fulham) | Stamford Bridge             | 12º posto in Premier League                                     |
| Crystal Palace    | dettagli | Londra (Croydon)              | Selhurst Park               | 11º posto in Premier League                                     |
| Everton           | dettagli | Liverpool                     | Goodison Park               | 17º posto in Premier League                                     |
| Fulham            | dettagli | Londra (Hammersmith e Fulham) | Craven Cottage              | 10º posto in Premier League                                     |
| Liverpool         | dettagli | Liverpool                     | Anfield                     | 5º posto in Premier League                                      |
| Luton Town        | dettagli | Luton                         | Kenilworth Road             | 3º posto Football League Championship, promosso dopo i play-off |
| Manchester City   | dettagli | Manchester                    | Etihad Stadium              | Campione d'Inghilterra                                          |
| Manchester Utd    | dettagli | Manchester                    | Old Trafford                | 3º posto in Premier League                                      |
| Newcastle Utd     | dettagli | Newcastle upon Tyne           | St James' Park              | 4º posto in Premier League                                      |
| Nottingham Forest | dettagli | Nottingham                    | City Ground                 | 16º posto in Premier League                                     |
| Sheffield Utd     | dettagli | Sheffield                     | Bramall Lane                | 2º posto in Football League Championship, promosso              |
| Tottenham         | dettagli | Londra (Tottenham)            | Tottenham Hotspur Stadium   | 8º posto in Premier League                                      |
| West Ham Utd      | dettagli | Londra (Stratford)            | London Stadium              | 14º posto in Premier League                                     |
| Wolverhampton     | dettagli | Wolverhampton                 | Molineux Stadium            | 13º posto in Premier League                                     |

## Allenatori e primatisti
| Squadra           | Allenatore                                          | Calciatore più presente               | Cannoniere                                   |
| ----------------- | --------------------------------------------------- | ------------------------------------- | -------------------------------------------- |
| Arsenal           | Mikel Arteta                                        | Declan Rice , William Saliba (38)     | Bukayo Saka (16)                             |
| Aston Villa       | Unai Emery                                          | Moussa Diaby (38)                     | Ollie Watkins (19)                           |
| Bournemouth       | Andoni Iraola                                       | Dominic Solanke (38)                  | Dominic Solanke (19)                         |
| Brentford         | Thomas Frank                                        | Vitaly Janelt (38)                    | Yoane Wissa (12)                             |
| Brighton          | Roberto De Zerbi                                    | Pascal Groß (36)                      | João Pedro (9)                               |
| Burnley           | Vincent Kompany                                     | Sander Berge (37)                     | Jacob Bruun Larsen (6)                       |
| Chelsea           | Mauricio Pochettino                                 | Conor Gallagher (37)                  | Cole Palmer (22)                             |
| Crystal Palace    | Roy Hodgson (1ª-24ª) Oliver Glasner (25ª-38ª)       | Joachim Andersen (38)                 | Jean-Philippe Mateta (16)                    |
| Everton           | Sean Dyche                                          | Jordan Pickford, James Tarkowski (38) | Abdoulaye Doucouré Dominic Calvert-Lewin (7) |
| Fulham            | Marco Silva                                         | Bernd Leno (38)                       | Rodrigo Muniz (9)                            |
| Liverpool         | Jürgen Klopp                                        | Luis Díaz (37)                        | Mohamed Salah (18)                           |
| Luton Town        | Rob Edwards                                         | Thomas Kaminski Carlton Morris (38)   | Carlton Morris (11)                          |
| Manchester City   | Pep Guardiola                                       | Julián Álvarez (36)                   | Erling Haaland (27)                          |
| Manchester Utd    | Erik ten Hag                                        | André Onana (38)                      | Bruno Fernandes Rasmus Højlund (10)          |
| Newcastle Utd     | Eddie Howe                                          | Bruno Guimarães (37)                  | Alexander Isak (21)                          |
| Nottingham Forest | Steve Cooper (1ª-17ª) Nuno Espírito Santo (18ª-38ª) | Morgan Gibbs-White (37)               | Chris Wood (14)                              |
| Sheffield Utd     | Paul Heckingbottom (1ª-14ª) Chris Wilder (15ª-38ª)  | Vini Souza , Gustavo Hamer (36)       | Oliver McBurnie Ben Brereton Díaz (6)        |
| Tottenham         | Ange Postecoglou                                    | Guglielmo Vicario (38)                | Son Heung-min (17)                           |
| West Ham Utd      | David Moyes                                         | Tomáš Souček, James Ward-Prowse (36)  | Jarrod Bowen (16)                            |
| Wolverhampton     | Gary O'Neil                                         | Max Kilman (38)                       | Hwang Hee-chan (12)                          |

## Classifica finale
|        | Pos. | Squadra                | Pt | G  | V  | N  | P  | GF | GS  | DR  |
| ------ | ---- | ---------------------- | -- | -- | -- | -- | -- | -- | --- | --- |
|        | 1.   | Manchester City        | 91 | 38 | 28 | 7  | 3  | 96 | 34  | +62 |
|        | 2.   | Arsenal                | 89 | 38 | 28 | 5  | 5  | 91 | 29  | +62 |
|        | 3.   | Liverpool              | 82 | 38 | 24 | 10 | 4  | 86 | 41  | +45 |
|        | 4.   | Aston Villa            | 68 | 38 | 20 | 8  | 10 | 76 | 61  | +15 |
|        | 5.   | Tottenham              | 66 | 38 | 20 | 6  | 12 | 74 | 61  | +13 |
|        | 6.   | Chelsea                | 63 | 38 | 18 | 9  | 11 | 77 | 63  | +14 |
|        | 7.   | Newcastle Utd          | 60 | 38 | 18 | 6  | 14 | 85 | 62  | +23 |
| [ 24 ] | 8.   | Manchester Utd         | 60 | 38 | 18 | 6  | 14 | 57 | 58  | -1  |
|        | 9.   | West Ham Utd           | 52 | 38 | 14 | 10 | 14 | 60 | 74  | -14 |
|        | 10.  | Crystal Palace         | 49 | 38 | 13 | 10 | 15 | 57 | 58  | -1  |
|        | 11.  | Brighton               | 48 | 38 | 12 | 12 | 14 | 55 | 62  | -7  |
|        | 12.  | Bournemouth            | 48 | 38 | 13 | 9  | 16 | 54 | 67  | -13 |
|        | 13.  | Fulham                 | 47 | 38 | 13 | 8  | 17 | 55 | 61  | -6  |
|        | 14.  | Wolverhampton          | 46 | 38 | 13 | 7  | 18 | 50 | 65  | -15 |
|        | 15.  | Everton (-8)           | 40 | 38 | 13 | 9  | 16 | 40 | 51  | -11 |
|        | 16.  | Brentford              | 39 | 38 | 10 | 9  | 19 | 56 | 65  | -9  |
|        | 17.  | Nottingham Forest (-4) | 32 | 38 | 9  | 9  | 20 | 49 | 67  | -18 |
|        | 18.  | Luton Town             | 26 | 38 | 6  | 8  | 24 | 52 | 85  | -33 |
|        | 19.  | Burnley                | 24 | 38 | 5  | 9  | 24 | 41 | 78  | -37 |
|        | 20.  | Sheffield Utd          | 16 | 38 | 3  | 7  | 28 | 35 | 104 | -69 |

Legenda:
      Campione d'Inghilterra e ammessa alla fase campionato della  UEFA Champions League 2024-2025
      Ammesse alla fase campionato della UEFA Champions League 2024-2025
      Ammesse alla fase campionato della  UEFA Europa League 2024-2025
      Ammessa agli spareggi della  UEFA Conference League 2024-2025
      Retrocesse in  Football League Championship 2024-2025
Regolamento:
Tre punti per la vittoria, uno per il pareggio, zero per la sconfitta.
Note:
L'Everton ha scontato 8 punti di penalizzazione.
Il Nottingham Forest ha scontato 4 punti di penalizzazione.

### Squadra campione
| Formazione tipo (4-2-3-1) | Giocatori (presenze)        |
| --- | --------------------------- |
| Ederson Walker Akanji Dias Gvardiol Kovačić Rodri Silva Foden Doku Haaland | Ederson (33)                |
| Ederson Walker Akanji Dias Gvardiol Kovačić Rodri Silva Foden Doku Haaland | Kyle Walker (32)            |
| Ederson Walker Akanji Dias Gvardiol Kovačić Rodri Silva Foden Doku Haaland | Manuel Akanji (30)          |
| Ederson Walker Akanji Dias Gvardiol Kovačić Rodri Silva Foden Doku Haaland | Rúben Dias (30)             |
| Ederson Walker Akanji Dias Gvardiol Kovačić Rodri Silva Foden Doku Haaland | Joško Gvardiol (28)         |
| Ederson Walker Akanji Dias Gvardiol Kovačić Rodri Silva Foden Doku Haaland | Mateo Kovačić (30)          |
| Ederson Walker Akanji Dias Gvardiol Kovačić Rodri Silva Foden Doku Haaland | Rodri (34)                  |
| Ederson Walker Akanji Dias Gvardiol Kovačić Rodri Silva Foden Doku Haaland | Phil Foden (35)             |
| Ederson Walker Akanji Dias Gvardiol Kovačić Rodri Silva Foden Doku Haaland | Bernardo Silva (33)         |
| Ederson Walker Akanji Dias Gvardiol Kovačić Rodri Silva Foden Doku Haaland | Jérémy Doku (29)            |
| Ederson Walker Akanji Dias Gvardiol Kovačić Rodri Silva Foden Doku Haaland | Erling Haaland (31)         |
| Ederson Walker Akanji Dias Gvardiol Kovačić Rodri Silva Foden Doku Haaland | Allenatore: Josep Guardiola |
| Altri giocatori: Julián Álvarez (36), Nathan Aké (29), Jack Grealish (20), Kevin De Bruyne (18), Matheus Nunes (17), Rico Lewis (16), John Stones (16), Oscar Bobb (14), Stefan Ortega (9), Sergio Gómez (6), Kalvin Phillips (4), Cole Palmer (1), James McAtee (1), Aymeric Laporte (1). |                             |

## Risultati

### Tabellone
Ogni riga indica i risultati casalinghi della squadra segnata a inizio della riga, contro le squadre segnate colonna per colonna (che invece avranno giocato l'incontro in trasferta). Al contrario, leggendo la colonna di una squadra si avranno i risultati ottenuti dalla stessa in trasferta, contro le squadre segnate in ogni riga, che invece avranno giocato l'incontro in casa.
|                   | ARS  | ASV  | BOU  | BRE  | BHA  | BUR  | CHE  | CRY  | EVE  | FUL  | LIV  | LUT  | MCI  | MUN  | NEW  | NOT  | SHU  | TOT  | WHU  | WOL  |
| ----------------- | ---- | ---- | ---- | ---- | ---- | ---- | ---- | ---- | ---- | ---- | ---- | ---- | ---- | ---- | ---- | ---- | ---- | ---- | ---- | ---- |
| Arsenal           | –––– | 0-2  | 3-0  | 2-1  | 2-0  | 3-1  | 5-0  | 5-0  | 1-1  | 2-2  | 3-1  | 2-0  | 1-0  | 3-1  | 4-1  | 2-1  | 5-0  | 2-2  | 0-2  | 2-1  |
| Aston Villa       | 1-0  | –––– | 3-1  | 3-3  | 6-1  | 3-2  | 2-2  | 3-1  | 4-0  | 3-1  | 3-3  | 3-1  | 1-0  | 1-2  | 1-3  | 4-2  | 1-1  | 0-4  | 4-1  | 2-0  |
| Bournemouth       | 0-4  | 2-2  | –––– | 1-2  | 3-0  | 2-1  | 0-0  | 1-0  | 2-1  | 3-0  | 0-4  | 4-3  | 0-1  | 2-2  | 2-0  | 1-1  | 2-2  | 0-2  | 1-1  | 1-2  |
| Brentford         | 0-1  | 1-2  | 2-2  | –––– | 0-0  | 3-0  | 2-2  | 1-1  | 1-3  | 0-0  | 1-4  | 3-1  | 1-3  | 1-1  | 2-4  | 3-2  | 2-0  | 2-2  | 3-2  | 1-4  |
| Brighton          | 0-3  | 1-0  | 3-1  | 2-1  | –––– | 1-1  | 1-2  | 4-1  | 1-1  | 1-1  | 2-2  | 4-1  | 0-4  | 0-1  | 3-1  | 1-0  | 1-1  | 4-2  | 1-3  | 0-0  |
| Burnley           | 0-5  | 1-3  | 0-2  | 2-1  | 1-1  | –––– | 1-4  | 0-2  | 0-2  | 2-2  | 0-2  | 1-1  | 0-3  | 0-1  | 1-4  | 1-2  | 5-0  | 2-5  | 1-2  | 1-1  |
| Chelsea           | 2-2  | 0-1  | 2-1  | 0-2  | 3-2  | 2-2  | –––– | 2-1  | 6-0  | 1-0  | 1-1  | 3-0  | 4-4  | 4-3  | 3-2  | 0-1  | 2-0  | 2-0  | 5-0  | 2-4  |
| Crystal Palace    | 0-1  | 5-0  | 0-2  | 3-1  | 1-1  | 3-0  | 1-3  | –––– | 2-3  | 0-0  | 1-2  | 1-1  | 2-4  | 4-0  | 2-0  | 0-0  | 3-2  | 1-2  | 5-2  | 3-2  |
| Everton           | 0-1  | 0-0  | 3-0  | 1-0  | 1-1  | 1-0  | 2-0  | 1-1  | –––– | 0-1  | 2-0  | 1-2  | 1-3  | 0-3  | 3-0  | 2-0  | 1-0  | 2-2  | 1-3  | 0-1  |
| Fulham            | 2-1  | 1-2  | 3-1  | 0-3  | 3-0  | 0-2  | 0-2  | 1-1  | 0-0  | –––– | 1-3  | 1-0  | 0-4  | 0-1  | 0-1  | 5-0  | 3-1  | 3-0  | 5-0  | 3-2  |
| Liverpool         | 1-1  | 3-0  | 3-1  | 3-0  | 2-1  | 3-1  | 4-1  | 0-1  | 2-0  | 4-3  | –––– | 4-1  | 1-1  | 0-0  | 4-2  | 3-0  | 3-1  | 4-2  | 3-1  | 2-0  |
| Luton Town        | 3-4  | 2-3  | 2-1  | 1-5  | 4-0  | 1-2  | 2-3  | 2-1  | 1-1  | 2-4  | 1-1  | –––– | 1-2  | 1-2  | 1-0  | 1-1  | 1-3  | 0-1  | 1-2  | 1-1  |
| Manchester City   | 0-0  | 4-1  | 6-1  | 1-0  | 2-1  | 3-1  | 1-1  | 2-2  | 2-0  | 5-1  | 1-1  | 5-1  | –––– | 3-1  | 1-0  | 2-0  | 2-0  | 3-3  | 3-1  | 5-1  |
| Manchester Utd    | 0-1  | 3-2  | 0-3  | 2-1  | 1-3  | 1-1  | 2-1  | 0-1  | 2-0  | 1-2  | 2-2  | 1-0  | 0-3  | –––– | 3-2  | 3-2  | 4-2  | 2-2  | 3-0  | 1-0  |
| Newcastle Utd     | 1-0  | 5-1  | 2-2  | 1-0  | 1-1  | 2-0  | 4-1  | 4-0  | 1-1  | 3-0  | 1-2  | 4-4  | 1-2  | 1-0  | –––– | 1-3  | 5-1  | 4-0  | 4-3  | 3-0  |
| Nottingham Forest | 1-2  | 2-0  | 2-3  | 1-1  | 2-3  | 1-1  | 2-3  | 1-1  | 0-1  | 3-1  | 0-1  | 2-2  | 0-2  | 2-1  | 2-3  | –––– | 2-1  | 0-2  | 2-0  | 2-2  |
| Sheffield Utd     | 0-6  | 0-5  | 1-3  | 1-0  | 0-5  | 1-4  | 2-2  | 0-1  | 2-2  | 3-3  | 0-2  | 2-3  | 1-2  | 1-2  | 0-8  | 1-3  | –––– | 0-3  | 2-2  | 2-1  |
| Tottenham         | 2-3  | 1-2  | 3-1  | 3-2  | 2-1  | 2-1  | 1-4  | 3-1  | 2-1  | 2-0  | 2-1  | 2-1  | 0-2  | 2-0  | 4-1  | 3-1  | 2-1  | –––– | 1-2  | 1-2  |
| West Ham          | 0-6  | 1-1  | 1-1  | 4-2  | 0-0  | 2-2  | 3-1  | 1-1  | 0-1  | 0-2  | 2-2  | 3-1  | 1-3  | 2-0  | 2-2  | 3-2  | 2-0  | 1-1  | –––– | 3-0  |
| Wolverhampton     | 0-2  | 1-1  | 0-1  | 0-2  | 1-4  | 1-0  | 2-1  | 1-3  | 3-0  | 2-1  | 1-3  | 2-1  | 2-1  | 3-4  | 2-2  | 1-1  | 1-0  | 2-1  | 1-2  | –––– |

### Calendario

#### Girone di andata
|         | 1ª giornata                    |     |
|         |                                |     |
| 11 ago. | Burnley-Manchester City        | 0-3 |
| 12 ago. | Arsenal-Nottingham Forest      | 2-1 |
| 12 ago. | Bournemouth-West Ham           | 1-1 |
| 12 ago. | Brighton-Luton                 | 4-1 |
| 12 ago. | Everton-Fulham                 | 0-1 |
| 12 ago. | Sheffield Utd-Crystal Palace   | 0-1 |
| 12 ago. | Newcastle-Aston Villa          | 5-1 |
| 13 ago. | Brentford-Tottenham            | 2-2 |
| 13 ago. | Chelsea-Liverpool              | 1-1 |
| 14 ago. | Manchester United-Wolerhampton | 1-0 |

|         | 2ª giornata                     |     |
|         |                                 |     |
| 18 ago. | Nottingham Forest-Sheffield Utd | 2-1 |
| 19 ago. | Fulham-Brentford                | 0-3 |
| 19 ago. | Liverpool-Bournemouth           | 3-1 |
| 19 ago. | Wolerhampton-Brighton           | 1-4 |
| 19 ago. | Tottenham-Manchester United     | 2-0 |
| 19 ago. | Manchester City-Newcastle       | 1-0 |
| 20 ago. | Aston Villa-Everton             | 4-0 |
| 20 ago. | West Ham-Chelsea                | 3-1 |
| 21 ago. | Crystal Palace-Arsenal          | 0-1 |
| 3 ott.  | Luton-Burnley                   | 1-2 |

|         | 1ª giornata                    |     |
|         |                                |     |
| 11 ago. | Burnley-Manchester City        | 0-3 |
| 12 ago. | Arsenal-Nottingham Forest      | 2-1 |
| 12 ago. | Bournemouth-West Ham           | 1-1 |
| 12 ago. | Brighton-Luton                 | 4-1 |
| 12 ago. | Everton-Fulham                 | 0-1 |
| 12 ago. | Sheffield Utd-Crystal Palace   | 0-1 |
| 12 ago. | Newcastle-Aston Villa          | 5-1 |
| 13 ago. | Brentford-Tottenham            | 2-2 |
| 13 ago. | Chelsea-Liverpool              | 1-1 |
| 14 ago. | Manchester United-Wolerhampton | 1-0 |

|         | 2ª giornata                     |     |
|         |                                 |     |
| 18 ago. | Nottingham Forest-Sheffield Utd | 2-1 |
| 19 ago. | Fulham-Brentford                | 0-3 |
| 19 ago. | Liverpool-Bournemouth           | 3-1 |
| 19 ago. | Wolerhampton-Brighton           | 1-4 |
| 19 ago. | Tottenham-Manchester United     | 2-0 |
| 19 ago. | Manchester City-Newcastle       | 1-0 |
| 20 ago. | Aston Villa-Everton             | 4-0 |
| 20 ago. | West Ham-Chelsea                | 3-1 |
| 21 ago. | Crystal Palace-Arsenal          | 0-1 |
| 3 ott.  | Luton-Burnley                   | 1-2 |

|         | 3ª giornata                         |     |
|         |                                     |     |
| 25 ago. | Chelsea-Luton                       | 3-0 |
| 26 ago. | Bournemouth-Tottenham               | 0-2 |
| 26 ago. | Arsenal-Fulham                      | 2-2 |
| 26 ago. | Brentford-Crystal Palace            | 1-1 |
| 26 ago. | Everton-Wolverhampton               | 0-1 |
| 26 ago. | Manchester United-Nottingham Forest | 3-2 |
| 26 ago. | Brighton-West Ham                   | 1-3 |
| 27 ago. | Burnley-Aston Villa                 | 1-3 |
| 27 ago. | Sheffield Utd-Manchester City       | 1-2 |
| 27 ago. | Newcastle-Liverpool                 | 1-2 |

|         | 4ª giornata                  |     |
|         |                              |     |
| 1º set. | Luton-West Ham               | 1-2 |
| 2 set.  | Sheffield Utd-Everton        | 2-2 |
| 2 set.  | Brentford-Bournemouth        | 2-2 |
| 2 set.  | Burnley-Tottenham            | 2-5 |
| 2 set.  | Chelsea-Nottingham Forest    | 0-1 |
| 2 set.  | Manchester City-Fulham       | 5-1 |
| 2 set.  | Brighton-Newcastle           | 3-1 |
| 3 set.  | Crystal Palace-Wolverhampton | 3-2 |
| 3 set.  | Liverpool-Aston Villa        | 3-0 |
| 3 set.  | Arsenal-Manchester United    | 3-1 |

|         | 3ª giornata                         |     |
|         |                                     |     |
| 25 ago. | Chelsea-Luton                       | 3-0 |
| 26 ago. | Bournemouth-Tottenham               | 0-2 |
| 26 ago. | Arsenal-Fulham                      | 2-2 |
| 26 ago. | Brentford-Crystal Palace            | 1-1 |
| 26 ago. | Everton-Wolverhampton               | 0-1 |
| 26 ago. | Manchester United-Nottingham Forest | 3-2 |
| 26 ago. | Brighton-West Ham                   | 1-3 |
| 27 ago. | Burnley-Aston Villa                 | 1-3 |
| 27 ago. | Sheffield Utd-Manchester City       | 1-2 |
| 27 ago. | Newcastle-Liverpool                 | 1-2 |

|         | 4ª giornata                  |     |
|         |                              |     |
| 1º set. | Luton-West Ham               | 1-2 |
| 2 set.  | Sheffield Utd-Everton        | 2-2 |
| 2 set.  | Brentford-Bournemouth        | 2-2 |
| 2 set.  | Burnley-Tottenham            | 2-5 |
| 2 set.  | Chelsea-Nottingham Forest    | 0-1 |
| 2 set.  | Manchester City-Fulham       | 5-1 |
| 2 set.  | Brighton-Newcastle           | 3-1 |
| 3 set.  | Crystal Palace-Wolverhampton | 3-2 |
| 3 set.  | Liverpool-Aston Villa        | 3-0 |
| 3 set.  | Arsenal-Manchester United    | 3-1 |

|         | 5ª giornata                |     |
|         |                            |     |
| 16 set. | Wolverhampton-Liverpool    | 1-3 |
| 16 set. | Aston Villa-Crystal Palace | 3-1 |
| 16 set. | Fulham-Luton               | 1-0 |
| 16 set. | Manchester United-Brighton | 1-3 |
| 16 set. | Tottenham-Sheffield Utd    | 2-1 |
| 16 set. | West Ham-Manchester City   | 1-3 |
| 16 set. | Newcastle-Brentford        | 1-0 |
| 17 set. | Bournemouth-Chelsea        | 0-0 |
| 17 set. | Everton-Arsenal            | 0-1 |
| 18 set. | Nottingham Forest-Burnley  | 1-1 |

|         | 6ª giornata                       |     |
|         |                                   |     |
| 23 set. | Crystal Palace-Fulham             | 0-0 |
| 23 set. | Luton-Wolverhampton               | 1-1 |
| 23 set. | Manchester City-Nottingham Forest | 2-0 |
| 23 set. | Brentford-Everton                 | 1-3 |
| 23 set. | Burnley-Manchester United         | 0-1 |
| 24 set. | Arsenal-Tottenham                 | 2-2 |
| 24 set. | Brighton-Bournemouth              | 3-1 |
| 24 set. | Chelsea-Aston Villa               | 0-1 |
| 24 set. | Liverpool-West Ham                | 3-1 |
| 24 set. | Sheffield Utd-Newcastle           | 0-8 |

|         | 5ª giornata                |     |
|         |                            |     |
| 16 set. | Wolverhampton-Liverpool    | 1-3 |
| 16 set. | Aston Villa-Crystal Palace | 3-1 |
| 16 set. | Fulham-Luton               | 1-0 |
| 16 set. | Manchester United-Brighton | 1-3 |
| 16 set. | Tottenham-Sheffield Utd    | 2-1 |
| 16 set. | West Ham-Manchester City   | 1-3 |
| 16 set. | Newcastle-Brentford        | 1-0 |
| 17 set. | Bournemouth-Chelsea        | 0-0 |
| 17 set. | Everton-Arsenal            | 0-1 |
| 18 set. | Nottingham Forest-Burnley  | 1-1 |

|         | 6ª giornata                       |     |
|         |                                   |     |
| 23 set. | Crystal Palace-Fulham             | 0-0 |
| 23 set. | Luton-Wolverhampton               | 1-1 |
| 23 set. | Manchester City-Nottingham Forest | 2-0 |
| 23 set. | Brentford-Everton                 | 1-3 |
| 23 set. | Burnley-Manchester United         | 0-1 |
| 24 set. | Arsenal-Tottenham                 | 2-2 |
| 24 set. | Brighton-Bournemouth              | 3-1 |
| 24 set. | Chelsea-Aston Villa               | 0-1 |
| 24 set. | Liverpool-West Ham                | 3-1 |
| 24 set. | Sheffield Utd-Newcastle           | 0-8 |

|         | 7ª giornata                      |     |
|         |                                  |     |
| 30 set. | Aston Villa-Brighton             | 6-1 |
| 30 set. | Bournemouth-Arsenal              | 0-4 |
| 30 set. | Everton-Luton                    | 1-2 |
| 30 set. | Manchester United-Crystal Palace | 0-1 |
| 30 set. | Newcastle-Burnley                | 2-0 |
| 30 set. | West Ham-Sheffield Utd           | 2-0 |
| 30 set. | Wolverhampton-Manchester City    | 2-1 |
| 30 set. | Tottenham-Liverpool              | 2-1 |
| 1° ott. | Nottingham Forest-Brentford      | 1-1 |
| 2 ott.  | Fulham-Chelsea                   | 0-2 |

|        | 8ª giornata                      |     |
|        |                                  |     |
| 7 ott. | Luton-Tottenham                  | 0-1 |
| 7 ott. | Burnley-Chelsea                  | 1-4 |
| 7 ott. | Everton-Bournemouth              | 3-0 |
| 7 ott. | Fulham-Sheffield Utd             | 3-1 |
| 7 ott. | Manchester United-Brentford      | 2-1 |
| 7 ott. | Crystal Palace-Nottingham Forest | 0-0 |
| 8 ott. | Brighton-Liverpool               | 2-2 |
| 8 ott. | West Ham-Newcastle               | 2-2 |
| 8 ott. | Wolverhampton-Aston Villa        | 1-1 |
| 8 ott. | Arsenal-Manchester City          | 1-0 |

|         | 7ª giornata                      |     |
|         |                                  |     |
| 30 set. | Aston Villa-Brighton             | 6-1 |
| 30 set. | Bournemouth-Arsenal              | 0-4 |
| 30 set. | Everton-Luton                    | 1-2 |
| 30 set. | Manchester United-Crystal Palace | 0-1 |
| 30 set. | Newcastle-Burnley                | 2-0 |
| 30 set. | West Ham-Sheffield Utd           | 2-0 |
| 30 set. | Wolverhampton-Manchester City    | 2-1 |
| 30 set. | Tottenham-Liverpool              | 2-1 |
| 1° ott. | Nottingham Forest-Brentford      | 1-1 |
| 2 ott.  | Fulham-Chelsea                   | 0-2 |

|        | 8ª giornata                      |     |
|        |                                  |     |
| 7 ott. | Luton-Tottenham                  | 0-1 |
| 7 ott. | Burnley-Chelsea                  | 1-4 |
| 7 ott. | Everton-Bournemouth              | 3-0 |
| 7 ott. | Fulham-Sheffield Utd             | 3-1 |
| 7 ott. | Manchester United-Brentford      | 2-1 |
| 7 ott. | Crystal Palace-Nottingham Forest | 0-0 |
| 8 ott. | Brighton-Liverpool               | 2-2 |
| 8 ott. | West Ham-Newcastle               | 2-2 |
| 8 ott. | Wolverhampton-Aston Villa        | 1-1 |
| 8 ott. | Arsenal-Manchester City          | 1-0 |

|         | 9ª giornata                     |     |
|         |                                 |     |
| 21 ott. | Liverpool-Everton               | 2-0 |
| 21 ott. | Bournemouth-Wolverhampton       | 1-2 |
| 21 ott. | Brentford-Burnley               | 3-0 |
| 21 ott. | Manchester City-Brighton        | 2-1 |
| 21 ott. | Newcastle-Crystal Palace        | 4-0 |
| 21 ott. | Nottingham Forest-Luton         | 2-2 |
| 21 ott. | Chelsea-Arsenal                 | 2-2 |
| 21 ott. | Sheffield Utd-Manchester United | 1-2 |
| 22 ott. | Aston Villa-West Ham            | 4-1 |
| 23 ott. | Tottenham-Fulham                | 2-0 |

|         | 10ª giornata                      |     |
|         |                                   |     |
| 27 ott. | Crystal Palace-Tottenham          | 1-2 |
| 28 ott. | Chelsea-Brentford                 | 0-2 |
| 28 ott. | Arsenal-Sheffield Utd             | 5-0 |
| 28 ott. | Bournemouth-Burnley               | 2-1 |
| 28 ott. | Wolverhampton-Newcastle           | 2-2 |
| 29 ott. | West Ham-Everton                  | 0-1 |
| 29 ott. | Aston Villa-Luton                 | 3-1 |
| 29 ott. | Brighton-Fulham                   | 1-1 |
| 29 ott. | Liverpool-Nottingham Forest       | 3-0 |
| 29 ott. | Manchester United-Manchester City | 0-3 |

|         | 9ª giornata                     |     |
|         |                                 |     |
| 21 ott. | Liverpool-Everton               | 2-0 |
| 21 ott. | Bournemouth-Wolverhampton       | 1-2 |
| 21 ott. | Brentford-Burnley               | 3-0 |
| 21 ott. | Manchester City-Brighton        | 2-1 |
| 21 ott. | Newcastle-Crystal Palace        | 4-0 |
| 21 ott. | Nottingham Forest-Luton         | 2-2 |
| 21 ott. | Chelsea-Arsenal                 | 2-2 |
| 21 ott. | Sheffield Utd-Manchester United | 1-2 |
| 22 ott. | Aston Villa-West Ham            | 4-1 |
| 23 ott. | Tottenham-Fulham                | 2-0 |

|         | 10ª giornata                      |     |
|         |                                   |     |
| 27 ott. | Crystal Palace-Tottenham          | 1-2 |
| 28 ott. | Chelsea-Brentford                 | 0-2 |
| 28 ott. | Arsenal-Sheffield Utd             | 5-0 |
| 28 ott. | Bournemouth-Burnley               | 2-1 |
| 28 ott. | Wolverhampton-Newcastle           | 2-2 |
| 29 ott. | West Ham-Everton                  | 0-1 |
| 29 ott. | Aston Villa-Luton                 | 3-1 |
| 29 ott. | Brighton-Fulham                   | 1-1 |
| 29 ott. | Liverpool-Nottingham Forest       | 3-0 |
| 29 ott. | Manchester United-Manchester City | 0-3 |

|        | 11ª giornata                  |     |
|        |                               |     |
| 4 nov. | Fulham-Manchester United      | 0-1 |
| 4 nov. | Brentford-West Ham            | 3-2 |
| 4 nov. | Burnley-Crystal Palace        | 0-2 |
| 4 nov. | Everton-Brighton              | 1-1 |
| 4 nov. | Manchester City-Bournemouth   | 6-1 |
| 4 nov. | Sheffield Utd-Wolverhampton   | 2-1 |
| 4 nov. | Newcastle-Arsenal             | 1-0 |
| 5 nov. | Nottingham Forest-Aston Villa | 2-0 |
| 5 nov. | Luton-Liverpool               | 1-1 |
| 6 nov. | Tottenham-Chelsea             | 1-4 |

|         | 12ª giornata               |     |
|         |                            |     |
| 11 nov. | Wolverhampton-Tottenham    | 2-1 |
| 11 nov. | Arsenal-Burnley            | 3-1 |
| 11 nov. | Crystal Palace-Everton     | 2-3 |
| 11 nov. | Manchester United-Luton    | 1-0 |
| 11 nov. | Bournemouth-Newcastle      | 2-0 |
| 12 nov. | Aston Villa-Fulham         | 3-1 |
| 12 nov. | Brighton-Sheffield Utd     | 1-1 |
| 12 nov. | Liverpool-Brentford        | 3-0 |
| 12 nov. | West Ham-Nottingham Forest | 3-2 |
| 12 nov. | Chelsea-Manchester City    | 4-4 |

|        | 11ª giornata                  |     |
|        |                               |     |
| 4 nov. | Fulham-Manchester United      | 0-1 |
| 4 nov. | Brentford-West Ham            | 3-2 |
| 4 nov. | Burnley-Crystal Palace        | 0-2 |
| 4 nov. | Everton-Brighton              | 1-1 |
| 4 nov. | Manchester City-Bournemouth   | 6-1 |
| 4 nov. | Sheffield Utd-Wolverhampton   | 2-1 |
| 4 nov. | Newcastle-Arsenal             | 1-0 |
| 5 nov. | Nottingham Forest-Aston Villa | 2-0 |
| 5 nov. | Luton-Liverpool               | 1-1 |
| 6 nov. | Tottenham-Chelsea             | 1-4 |

|         | 12ª giornata               |     |
|         |                            |     |
| 11 nov. | Wolverhampton-Tottenham    | 2-1 |
| 11 nov. | Arsenal-Burnley            | 3-1 |
| 11 nov. | Crystal Palace-Everton     | 2-3 |
| 11 nov. | Manchester United-Luton    | 1-0 |
| 11 nov. | Bournemouth-Newcastle      | 2-0 |
| 12 nov. | Aston Villa-Fulham         | 3-1 |
| 12 nov. | Brighton-Sheffield Utd     | 1-1 |
| 12 nov. | Liverpool-Brentford        | 3-0 |
| 12 nov. | West Ham-Nottingham Forest | 3-2 |
| 12 nov. | Chelsea-Manchester City    | 4-4 |

|         | 13ª giornata               |     |
|         |                            |     |
| 25 nov. | Manchester City-Liverpool  | 1-1 |
| 25 nov. | Burnley-West Ham           | 1-2 |
| 25 nov. | Luton-Crystal Palace       | 2-1 |
| 25 nov. | Newcastle-Chelsea          | 4-1 |
| 25 nov. | Nottingham Forest-Brighton | 2-3 |
| 25 nov. | Sheffield Utd-Bournemouth  | 1-3 |
| 25 nov. | Brentford-Arsenal          | 0-1 |
| 26 nov. | Tottenham-Aston Villa      | 1-2 |
| 26 nov. | Everton-Manchester United  | 0-3 |
| 27 nov. | Fulham-Wolverhampton       | 3-2 |

|        | 14ª giornata                |     |
|        |                             |     |
| 2 dic. | Arsenal-Wolverhampton       | 2-1 |
| 2 dic. | Brentford-Luton             | 3-1 |
| 2 dic. | Burnley-Sheffield Utd       | 5-0 |
| 2 dic. | Nottingham Forest-Everton   | 0-1 |
| 2 dic. | Newcastle-Manchester United | 1-0 |
| 3 dic. | Bournemouth-Aston Villa     | 2-2 |
| 3 dic. | Chelsea-Brighton            | 3-2 |
| 3 dic. | Liverpool-Fulham            | 4-3 |
| 3 dic. | West Ham-Crystal Palace     | 1-1 |
| 3 dic. | Manchester City-Tottenham   | 3-3 |

|         | 13ª giornata               |     |
|         |                            |     |
| 25 nov. | Manchester City-Liverpool  | 1-1 |
| 25 nov. | Burnley-West Ham           | 1-2 |
| 25 nov. | Luton-Crystal Palace       | 2-1 |
| 25 nov. | Newcastle-Chelsea          | 4-1 |
| 25 nov. | Nottingham Forest-Brighton | 2-3 |
| 25 nov. | Sheffield Utd-Bournemouth  | 1-3 |
| 25 nov. | Brentford-Arsenal          | 0-1 |
| 26 nov. | Tottenham-Aston Villa      | 1-2 |
| 26 nov. | Everton-Manchester United  | 0-3 |
| 27 nov. | Fulham-Wolverhampton       | 3-2 |

|        | 14ª giornata                |     |
|        |                             |     |
| 2 dic. | Arsenal-Wolverhampton       | 2-1 |
| 2 dic. | Brentford-Luton             | 3-1 |
| 2 dic. | Burnley-Sheffield Utd       | 5-0 |
| 2 dic. | Nottingham Forest-Everton   | 0-1 |
| 2 dic. | Newcastle-Manchester United | 1-0 |
| 3 dic. | Bournemouth-Aston Villa     | 2-2 |
| 3 dic. | Chelsea-Brighton            | 3-2 |
| 3 dic. | Liverpool-Fulham            | 4-3 |
| 3 dic. | West Ham-Crystal Palace     | 1-1 |
| 3 dic. | Manchester City-Tottenham   | 3-3 |

|        | 15ª giornata                |     |
|        |                             |     |
| 5 dic. | Wolverhampton-Burnley       | 1-0 |
| 5 dic. | Luton-Arsenal               | 3-4 |
| 6 dic. | Brighton-Brentford          | 2-1 |
| 6 dic. | Crystal Palace-Bournemouth  | 0-2 |
| 6 dic. | Fulham-Nottingham Forest    | 5-0 |
| 6 dic. | Sheffield Utd-Liverpool     | 0-2 |
| 6 dic. | Aston Villa-Manchester City | 1-0 |
| 6 dic. | Manchester United-Chelsea   | 2-1 |
| 7 dic. | Everton-Newcastle           | 3-0 |
| 7 dic. | Tottenham-West Ham          | 1-2 |

|         | 16ª giornata                    |     |
|         |                                 |     |
| 9 dic.  | Crystal Palace-Liverpool        | 1-2 |
| 9 dic.  | Brighton-Burnley                | 1-1 |
| 9 dic.  | Manchester United-Bournemouth   | 0-3 |
| 9 dic.  | Sheffield Utd-Brentford         | 1-0 |
| 9 dic.  | Wolverhampton-Nottingham Forest | 1-1 |
| 9 dic.  | Aston Villa-Arsenal             | 1-0 |
| 10 dic. | Everton-Chelsea                 | 2-0 |
| 10 dic. | Fulham-West Ham                 | 5-0 |
| 10 dic. | Luton-Manchester City           | 1-2 |
| 10 dic. | Tottenham-Newcastle             | 4-1 |

|        | 15ª giornata                |     |
|        |                             |     |
| 5 dic. | Wolverhampton-Burnley       | 1-0 |
| 5 dic. | Luton-Arsenal               | 3-4 |
| 6 dic. | Brighton-Brentford          | 2-1 |
| 6 dic. | Crystal Palace-Bournemouth  | 0-2 |
| 6 dic. | Fulham-Nottingham Forest    | 5-0 |
| 6 dic. | Sheffield Utd-Liverpool     | 0-2 |
| 6 dic. | Aston Villa-Manchester City | 1-0 |
| 6 dic. | Manchester United-Chelsea   | 2-1 |
| 7 dic. | Everton-Newcastle           | 3-0 |
| 7 dic. | Tottenham-West Ham          | 1-2 |

|         | 16ª giornata                    |     |
|         |                                 |     |
| 9 dic.  | Crystal Palace-Liverpool        | 1-2 |
| 9 dic.  | Brighton-Burnley                | 1-1 |
| 9 dic.  | Manchester United-Bournemouth   | 0-3 |
| 9 dic.  | Sheffield Utd-Brentford         | 1-0 |
| 9 dic.  | Wolverhampton-Nottingham Forest | 1-1 |
| 9 dic.  | Aston Villa-Arsenal             | 1-0 |
| 10 dic. | Everton-Chelsea                 | 2-0 |
| 10 dic. | Fulham-West Ham                 | 5-0 |
| 10 dic. | Luton-Manchester City           | 1-2 |
| 10 dic. | Tottenham-Newcastle             | 4-1 |

|         | 17ª giornata                   |     |
|         |                                |     |
| 15 dic. | Nottingham Forest-Tottenham    | 0-2 |
| 16 dic. | Chelsea-Sheffield Utd          | 2-0 |
| 16 dic. | Manchester City-Crystal Palace | 2-2 |
| 16 dic. | Newcastle-Fulham               | 3-0 |
| 16 dic. | Burnley-Everton                | 0-2 |
| 17 dic. | Arsenal-Brighton               | 2-0 |
| 17 dic. | Brentford-Aston Villa          | 1-2 |
| 17 dic. | West Ham-Wolverhampton         | 3-0 |
| 17 dic. | Liverpool-Manchester United    | 0-0 |
| 13 mar. | Bournemouth-Luton              | 4-3 |

|         | 18ª giornata                  |     |
|         |                               |     |
| 21 dic. | Crystal Palace-Brighton       | 1-1 |
| 22 dic. | Aston Villa-Sheffield Utd     | 1-1 |
| 23 dic. | West Ham-Manchester United    | 2-0 |
| 23 dic. | Fulham-Burnley                | 0-2 |
| 23 dic. | Luton-Newcastle               | 1-0 |
| 23 dic. | Nottingham Forest-Bournemouth | 2-3 |
| 23 dic. | Tottenham-Everton             | 2-1 |
| 23 dic. | Liverpool-Arsenal             | 1-1 |
| 24 dic. | Wolverhampton-Chelsea         | 2-1 |
| 20 feb. | Manchester City-Brentford     | 1-0 |

|         | 17ª giornata                   |     |
|         |                                |     |
| 15 dic. | Nottingham Forest-Tottenham    | 0-2 |
| 16 dic. | Chelsea-Sheffield Utd          | 2-0 |
| 16 dic. | Manchester City-Crystal Palace | 2-2 |
| 16 dic. | Newcastle-Fulham               | 3-0 |
| 16 dic. | Burnley-Everton                | 0-2 |
| 17 dic. | Arsenal-Brighton               | 2-0 |
| 17 dic. | Brentford-Aston Villa          | 1-2 |
| 17 dic. | West Ham-Wolverhampton         | 3-0 |
| 17 dic. | Liverpool-Manchester United    | 0-0 |
| 13 mar. | Bournemouth-Luton              | 4-3 |

|         | 18ª giornata                  |     |
|         |                               |     |
| 21 dic. | Crystal Palace-Brighton       | 1-1 |
| 22 dic. | Aston Villa-Sheffield Utd     | 1-1 |
| 23 dic. | West Ham-Manchester United    | 2-0 |
| 23 dic. | Fulham-Burnley                | 0-2 |
| 23 dic. | Luton-Newcastle               | 1-0 |
| 23 dic. | Nottingham Forest-Bournemouth | 2-3 |
| 23 dic. | Tottenham-Everton             | 2-1 |
| 23 dic. | Liverpool-Arsenal             | 1-1 |
| 24 dic. | Wolverhampton-Chelsea         | 2-1 |
| 20 feb. | Manchester City-Brentford     | 1-0 |

| \| \| 19ª giornata \| \| \| \| \| \| \| 26 dic. \| Newcastle-Nottingham Forest \| 1-3 \| \| 26 dic. \| Bournemouth-Fulham \| 3-0 \| \| 26 dic. \| Sheffield Utd-Luton \| 2-3 \| \| 26 dic. \| Burnley-Liverpool \| 0-2 \| \| 26 dic. \| Manchester United-Aston Villa \| 3-2 \| \| 27 dic. \| Brentford-Wolverhampton \| 1-4 \| \| 27 dic. \| Chelsea-Crystal Palace \| 2-1 \| \| 27 dic. \| Everton-Manchester City \| 1-3 \| \| 28 dic. \| Brighton-Tottenham \| 4-2 \| \| 28 dic. \| Arsenal-West Ham \| 0-2 \| |                               |     |
| | 19ª giornata                  |     |
| |                               |     |
| 26 dic. | Newcastle-Nottingham Forest   | 1-3 |
| 26 dic. | Bournemouth-Fulham            | 3-0 |
| 26 dic. | Sheffield Utd-Luton           | 2-3 |
| 26 dic. | Burnley-Liverpool             | 0-2 |
| 26 dic. | Manchester United-Aston Villa | 3-2 |
| 27 dic. | Brentford-Wolverhampton       | 1-4 |
| 27 dic. | Chelsea-Crystal Palace        | 2-1 |
| 27 dic. | Everton-Manchester City       | 1-3 |
| 28 dic. | Brighton-Tottenham            | 4-2 |
| 28 dic. | Arsenal-West Ham              | 0-2 |

|         | 19ª giornata                  |     |
|         |                               |     |
| 26 dic. | Newcastle-Nottingham Forest   | 1-3 |
| 26 dic. | Bournemouth-Fulham            | 3-0 |
| 26 dic. | Sheffield Utd-Luton           | 2-3 |
| 26 dic. | Burnley-Liverpool             | 0-2 |
| 26 dic. | Manchester United-Aston Villa | 3-2 |
| 27 dic. | Brentford-Wolverhampton       | 1-4 |
| 27 dic. | Chelsea-Crystal Palace        | 2-1 |
| 27 dic. | Everton-Manchester City       | 1-3 |
| 28 dic. | Brighton-Tottenham            | 4-2 |
| 28 dic. | Arsenal-West Ham              | 0-2 |

#### Girone di ritorno
|         | 20ª giornata                        |     |
|         |                                     |     |
| 30 dic. | Luton-Chelsea                       | 2-3 |
| 30 dic. | Aston Villa-Burnley                 | 3-2 |
| 30 dic. | Crystal Palace-Brentford            | 3-1 |
| 30 dic. | Manchester City-Sheffield Utd       | 2-0 |
| 30 dic. | Wolverhampton-Everton               | 3-0 |
| 30 dic. | Nottingham Forest-Manchester United | 2-1 |
| 31 dic. | Fulham-Arsenal                      | 2-1 |
| 31 dic. | Tottenham-Bournemouth               | 3-1 |
| 1° gen. | Liverpool-Newcastle                 | 4-2 |
| 2 gen.  | West Ham-Brighton                   | 0-0 |

|         | 21ª giornata                |     |
|         |                             |     |
| 12 gen. | Burnley-Luton               | 1-1 |
| 13 gen. | Chelsea-Fulham              | 1-0 |
| 13 gen. | Newcastle-Manchester City   | 1-2 |
| 14 gen. | Everton-Aston Villa         | 0-0 |
| 14 gen. | Manchester United-Tottenham | 2-2 |
| 20 gen. | Arsenal-Crystal Palace      | 5-0 |
| 20 gen. | Brentford-Nottingham Forest | 3-2 |
| 21 gen. | Sheffield Utd-West Ham      | 2-2 |
| 21 gen. | Bournemouth-Liverpool       | 0-4 |
| 22 gen. | Brighton-Wolverhampton      | 0-0 |

|         | 20ª giornata                        |     |
|         |                                     |     |
| 30 dic. | Luton-Chelsea                       | 2-3 |
| 30 dic. | Aston Villa-Burnley                 | 3-2 |
| 30 dic. | Crystal Palace-Brentford            | 3-1 |
| 30 dic. | Manchester City-Sheffield Utd       | 2-0 |
| 30 dic. | Wolverhampton-Everton               | 3-0 |
| 30 dic. | Nottingham Forest-Manchester United | 2-1 |
| 31 dic. | Fulham-Arsenal                      | 2-1 |
| 31 dic. | Tottenham-Bournemouth               | 3-1 |
| 1° gen. | Liverpool-Newcastle                 | 4-2 |
| 2 gen.  | West Ham-Brighton                   | 0-0 |

|         | 21ª giornata                |     |
|         |                             |     |
| 12 gen. | Burnley-Luton               | 1-1 |
| 13 gen. | Chelsea-Fulham              | 1-0 |
| 13 gen. | Newcastle-Manchester City   | 1-2 |
| 14 gen. | Everton-Aston Villa         | 0-0 |
| 14 gen. | Manchester United-Tottenham | 2-2 |
| 20 gen. | Arsenal-Crystal Palace      | 5-0 |
| 20 gen. | Brentford-Nottingham Forest | 3-2 |
| 21 gen. | Sheffield Utd-West Ham      | 2-2 |
| 21 gen. | Bournemouth-Liverpool       | 0-4 |
| 22 gen. | Brighton-Wolverhampton      | 0-0 |

|         | 22ª giornata                    |     |
|         |                                 |     |
| 30 gen. | Nottingham Forest-Arsenal       | 1-2 |
| 30 gen. | Fulham-Everton                  | 0-0 |
| 30 gen. | Luton-Brighton                  | 4-0 |
| 30 gen. | Crystal Palace-Sheffield Utd    | 3-2 |
| 30 gen. | Aston Villa-Newcastle           | 1-3 |
| 31 gen. | Manchester City-Burnley         | 3-1 |
| 31 gen. | Tottenham-Brentford             | 3-2 |
| 31 gen. | Liverpool-Chelsea               | 4-1 |
| 1° feb. | West Ham-Bournemouth            | 1-1 |
| 1° feb. | Wolverhampton-Manchester United | 3-4 |

|        | 23ª giornata                  |     |
|        |                               |     |
| 3 feb. | Everton-Tottenham             | 2-2 |
| 3 feb. | Brighton-Crystal Palace       | 4-1 |
| 3 feb. | Burnley-Fulham                | 2-2 |
| 3 feb. | Newcastle-Luton               | 4-4 |
| 3 feb. | Sheffield Utd-Aston Villa     | 0-5 |
| 4 feb. | Bournemouth-Nottingham Forest | 1-1 |
| 4 feb. | Chelsea-Wolverhampton         | 2-4 |
| 4 feb. | Manchester United-West Ham    | 3-0 |
| 4 feb. | Arsenal-Liverpool             | 3-1 |
| 5 feb. | Brentford-Manchester City     | 1-3 |

|         | 22ª giornata                    |     |
|         |                                 |     |
| 30 gen. | Nottingham Forest-Arsenal       | 1-2 |
| 30 gen. | Fulham-Everton                  | 0-0 |
| 30 gen. | Luton-Brighton                  | 4-0 |
| 30 gen. | Crystal Palace-Sheffield Utd    | 3-2 |
| 30 gen. | Aston Villa-Newcastle           | 1-3 |
| 31 gen. | Manchester City-Burnley         | 3-1 |
| 31 gen. | Tottenham-Brentford             | 3-2 |
| 31 gen. | Liverpool-Chelsea               | 4-1 |
| 1° feb. | West Ham-Bournemouth            | 1-1 |
| 1° feb. | Wolverhampton-Manchester United | 3-4 |

|        | 23ª giornata                  |     |
|        |                               |     |
| 3 feb. | Everton-Tottenham             | 2-2 |
| 3 feb. | Brighton-Crystal Palace       | 4-1 |
| 3 feb. | Burnley-Fulham                | 2-2 |
| 3 feb. | Newcastle-Luton               | 4-4 |
| 3 feb. | Sheffield Utd-Aston Villa     | 0-5 |
| 4 feb. | Bournemouth-Nottingham Forest | 1-1 |
| 4 feb. | Chelsea-Wolverhampton         | 2-4 |
| 4 feb. | Manchester United-West Ham    | 3-0 |
| 4 feb. | Arsenal-Liverpool             | 3-1 |
| 5 feb. | Brentford-Manchester City     | 1-3 |

|         | 24ª giornata                  |     |
|         |                               |     |
| 10 feb. | Manchester City-Everton       | 2-0 |
| 10 feb. | Fulham-Bournemouth            | 3-1 |
| 10 feb. | Liverpool-Burnley             | 3-1 |
| 10 feb. | Luton-Sheffield Utd           | 1-3 |
| 10 feb. | Tottenham-Brighton            | 2-1 |
| 10 feb. | Wolverhampton-Brentford       | 0-2 |
| 10 feb. | Nottingham Forest-Newcastle   | 2-3 |
| 11 feb. | West Ham-Arsenal              | 0-6 |
| 11 feb. | Aston Villa-Manchester United | 1-2 |
| 12 feb. | Crystal Palace-Chelsea        | 1-3 |

|         | 25ª giornata               |     |
|         |                            |     |
| 17 feb. | Brentford-Liverpool        | 1-4 |
| 17 feb. | Burnley-Arsenal            | 0-5 |
| 17 feb. | Fulham-Aston Villa         | 1-2 |
| 17 feb. | Newcastle-Bournemouth      | 2-2 |
| 17 feb. | Nottingham Forest-West Ham | 2-0 |
| 17 feb. | Tottenham-Wolverhampton    | 1-2 |
| 17 feb. | Manchester City-Chelsea    | 1-1 |
| 18 feb. | Sheffield Utd-Brighton     | 0-5 |
| 18 feb. | Luton-Manchester United    | 1-2 |
| 19 feb. | Everton-Crystal Palace     | 1-1 |

|         | 24ª giornata                  |     |
|         |                               |     |
| 10 feb. | Manchester City-Everton       | 2-0 |
| 10 feb. | Fulham-Bournemouth            | 3-1 |
| 10 feb. | Liverpool-Burnley             | 3-1 |
| 10 feb. | Luton-Sheffield Utd           | 1-3 |
| 10 feb. | Tottenham-Brighton            | 2-1 |
| 10 feb. | Wolverhampton-Brentford       | 0-2 |
| 10 feb. | Nottingham Forest-Newcastle   | 2-3 |
| 11 feb. | West Ham-Arsenal              | 0-6 |
| 11 feb. | Aston Villa-Manchester United | 1-2 |
| 12 feb. | Crystal Palace-Chelsea        | 1-3 |

|         | 25ª giornata               |     |
|         |                            |     |
| 17 feb. | Brentford-Liverpool        | 1-4 |
| 17 feb. | Burnley-Arsenal            | 0-5 |
| 17 feb. | Fulham-Aston Villa         | 1-2 |
| 17 feb. | Newcastle-Bournemouth      | 2-2 |
| 17 feb. | Nottingham Forest-West Ham | 2-0 |
| 17 feb. | Tottenham-Wolverhampton    | 1-2 |
| 17 feb. | Manchester City-Chelsea    | 1-1 |
| 18 feb. | Sheffield Utd-Brighton     | 0-5 |
| 18 feb. | Luton-Manchester United    | 1-2 |
| 19 feb. | Everton-Crystal Palace     | 1-1 |

|         | 26ª giornata                  |     |
|         |                               |     |
| 21 feb. | Liverpool-Luton               | 4-1 |
| 24 feb. | Aston Villa-Nottingham Forest | 4-2 |
| 24 feb. | Brighton-Everton              | 1-1 |
| 24 feb. | Crystal Palace-Burnley        | 3-0 |
| 24 feb. | Manchester United-Fulham      | 1-2 |
| 24 feb. | Bournemouth-Manchester City   | 0-1 |
| 24 feb. | Arsenal-Newcastle             | 4-1 |
| 25 feb. | Wolverhampton-Sheffield Utd   | 1-0 |
| 26 feb. | West Ham-Brentford            | 4-2 |
| 2 mag.  | Chelsea-Tottenham             | 2-0 |

|        | 27ª giornata                      |     |
|        |                                   |     |
| 2 mar. | Brentford-Chelsea                 | 2-2 |
| 2 mar. | Everton-West Ham                  | 1-3 |
| 2 mar. | Fulham-Brighton                   | 3-0 |
| 2 mar. | Newcastle-Wolverhampton           | 3-0 |
| 2 mar. | Nottingham Forest-Liverpool       | 0-1 |
| 2 mar. | Tottenham-Crystal Palace          | 3-1 |
| 2 mar. | Luton-Aston Villa                 | 2-3 |
| 3 mar. | Burnley-Bournemouth               | 0-2 |
| 3 mar. | Manchester City-Manchester United | 3-1 |
| 4 mar. | Sheffield Utd-Arsenal             | 0-6 |

|         | 26ª giornata                  |     |
|         |                               |     |
| 21 feb. | Liverpool-Luton               | 4-1 |
| 24 feb. | Aston Villa-Nottingham Forest | 4-2 |
| 24 feb. | Brighton-Everton              | 1-1 |
| 24 feb. | Crystal Palace-Burnley        | 3-0 |
| 24 feb. | Manchester United-Fulham      | 1-2 |
| 24 feb. | Bournemouth-Manchester City   | 0-1 |
| 24 feb. | Arsenal-Newcastle             | 4-1 |
| 25 feb. | Wolverhampton-Sheffield Utd   | 1-0 |
| 26 feb. | West Ham-Brentford            | 4-2 |
| 2 mag.  | Chelsea-Tottenham             | 2-0 |

|        | 27ª giornata                      |     |
|        |                                   |     |
| 2 mar. | Brentford-Chelsea                 | 2-2 |
| 2 mar. | Everton-West Ham                  | 1-3 |
| 2 mar. | Fulham-Brighton                   | 3-0 |
| 2 mar. | Newcastle-Wolverhampton           | 3-0 |
| 2 mar. | Nottingham Forest-Liverpool       | 0-1 |
| 2 mar. | Tottenham-Crystal Palace          | 3-1 |
| 2 mar. | Luton-Aston Villa                 | 2-3 |
| 3 mar. | Burnley-Bournemouth               | 0-2 |
| 3 mar. | Manchester City-Manchester United | 3-1 |
| 4 mar. | Sheffield Utd-Arsenal             | 0-6 |

|         | 28ª giornata               |     |
|         |                            |     |
| 9 mar.  | Manchester United-Everton  | 2-0 |
| 9 mar.  | Bournemouth-Sheffield Utd  | 2-2 |
| 9 mar.  | Crystal Palace-Luton       | 1-1 |
| 9 mar.  | Wolverhampton-Fulham       | 2-1 |
| 9 mar.  | Arsenal-Brentford          | 2-1 |
| 10 mar. | Aston Villa-Tottenham      | 0-4 |
| 10 mar. | Brighton-Nottingham Forest | 1-0 |
| 10 mar. | West Ham-Burnley           | 2-2 |
| 10 mar. | Liverpool-Manchester City  | 1-1 |
| 11 mar. | Chelsea-Newcastle          | 3-2 |

|         | 29ª giornata                       |     |
|         |                                    |     |
| 16 mar. | Burnley-Brentford                  | 2-1 |
| 16 mar. | Luton-Nottingham Forest            | 1-1 |
| 16 mar. | Fulham-Tottenham                   | 3-0 |
| 17 mar. | West Ham-Aston Villa               | 1-1 |
| 23 apr. | Arsenal-Chelsea                    | 5-0 |
| 24 apr. | Wolverhampton-Bournemouth          | 0-1 |
| 24 apr. | Crystal Palace-Newcastle           | 2-0 |
| 24 apr. | Everton-Liverpool                  | 2-0 |
| 24 apr. | Manchester United-Sheffield United | 4-2 |
| 25 apr. | Brighton-Manchester City           | 0-4 |

|         | 28ª giornata               |     |
|         |                            |     |
| 9 mar.  | Manchester United-Everton  | 2-0 |
| 9 mar.  | Bournemouth-Sheffield Utd  | 2-2 |
| 9 mar.  | Crystal Palace-Luton       | 1-1 |
| 9 mar.  | Wolverhampton-Fulham       | 2-1 |
| 9 mar.  | Arsenal-Brentford          | 2-1 |
| 10 mar. | Aston Villa-Tottenham      | 0-4 |
| 10 mar. | Brighton-Nottingham Forest | 1-0 |
| 10 mar. | West Ham-Burnley           | 2-2 |
| 10 mar. | Liverpool-Manchester City  | 1-1 |
| 11 mar. | Chelsea-Newcastle          | 3-2 |

|         | 29ª giornata                       |     |
|         |                                    |     |
| 16 mar. | Burnley-Brentford                  | 2-1 |
| 16 mar. | Luton-Nottingham Forest            | 1-1 |
| 16 mar. | Fulham-Tottenham                   | 3-0 |
| 17 mar. | West Ham-Aston Villa               | 1-1 |
| 23 apr. | Arsenal-Chelsea                    | 5-0 |
| 24 apr. | Wolverhampton-Bournemouth          | 0-1 |
| 24 apr. | Crystal Palace-Newcastle           | 2-0 |
| 24 apr. | Everton-Liverpool                  | 2-0 |
| 24 apr. | Manchester United-Sheffield United | 4-2 |
| 25 apr. | Brighton-Manchester City           | 0-4 |

|         | 30ª giornata                     |     |
|         |                                  |     |
| 30 mar. | Newcastle-West Ham               | 4-3 |
| 30 mar. | Bournemouth-Everton              | 2-1 |
| 30 mar. | Chelsea-Burnley                  | 2-2 |
| 30 mar. | Nottingham Forest-Crystal Palace | 1-1 |
| 30 mar. | Sheffield Utd-Fulham             | 3-3 |
| 30 mar. | Tottenham-Luton                  | 2-1 |
| 30 mar. | Aston Villa-Wolverhampton        | 2-0 |
| 30 mar. | Brentford-Manchester United      | 1-1 |
| 31 mar. | Liverpool-Brighton               | 2-1 |
| 31 mar. | Manchester City-Arsenal          | 0-0 |

|        | 31ª giornata                |     |
|        |                             |     |
| 2 apr. | Newcastle-Everton           | 1-1 |
| 2 apr. | Nottingham Forest-Fulham    | 3-1 |
| 2 apr. | Bournemouth-Crystal Palace  | 1-0 |
| 2 apr. | Burnley-Wolverhampton       | 1-1 |
| 2 apr. | West Ham-Tottenham          | 1-1 |
| 3 apr. | Arsenal-Luton               | 2-0 |
| 3 apr. | Brentford-Brighton          | 0-0 |
| 3 apr. | Manchester City-Aston Villa | 4-1 |
| 4 apr. | Liverpool-Sheffield Utd     | 3-1 |
| 4 apr. | Chelsea-Manchester United   | 4-3 |

|         | 30ª giornata                     |     |
|         |                                  |     |
| 30 mar. | Newcastle-West Ham               | 4-3 |
| 30 mar. | Bournemouth-Everton              | 2-1 |
| 30 mar. | Chelsea-Burnley                  | 2-2 |
| 30 mar. | Nottingham Forest-Crystal Palace | 1-1 |
| 30 mar. | Sheffield Utd-Fulham             | 3-3 |
| 30 mar. | Tottenham-Luton                  | 2-1 |
| 30 mar. | Aston Villa-Wolverhampton        | 2-0 |
| 30 mar. | Brentford-Manchester United      | 1-1 |
| 31 mar. | Liverpool-Brighton               | 2-1 |
| 31 mar. | Manchester City-Arsenal          | 0-0 |

|        | 31ª giornata                |     |
|        |                             |     |
| 2 apr. | Newcastle-Everton           | 1-1 |
| 2 apr. | Nottingham Forest-Fulham    | 3-1 |
| 2 apr. | Bournemouth-Crystal Palace  | 1-0 |
| 2 apr. | Burnley-Wolverhampton       | 1-1 |
| 2 apr. | West Ham-Tottenham          | 1-1 |
| 3 apr. | Arsenal-Luton               | 2-0 |
| 3 apr. | Brentford-Brighton          | 0-0 |
| 3 apr. | Manchester City-Aston Villa | 4-1 |
| 4 apr. | Liverpool-Sheffield Utd     | 3-1 |
| 4 apr. | Chelsea-Manchester United   | 4-3 |

|        | 32ª giornata                   |     |
|        |                                |     |
| 6 apr. | Crystal Palace-Manchester City | 2-4 |
| 6 apr. | Aston Villa-Brentford          | 3-3 |
| 6 apr. | Everton-Burnley                | 1-0 |
| 6 apr. | Fulham-Newcastle               | 0-1 |
| 6 apr. | Luton-Bournemouth              | 2-1 |
| 6 apr. | Wolverhampton-West Ham         | 1-2 |
| 6 apr. | Brighton-Arsenal               | 0-3 |
| 7 apr. | Manchester United-Liverpool    | 2-2 |
| 7 apr. | Sheffield Utd-Chelsea          | 2-2 |
| 7 apr. | Tottenham-Nottingham Forest    | 3-1 |

|         | 33ª giornata                    |     |
|         |                                 |     |
| 13 apr. | Newcastle-Tottenham             | 4-0 |
| 13 apr. | Brentford-Sheffield Utd         | 2-0 |
| 13 apr. | Burnley-Brighton                | 1-1 |
| 13 apr. | Manchester City-Luton           | 5-1 |
| 13 apr. | Nottingham Forest-Wolverhampton | 2-2 |
| 13 apr. | Bournemouth-Manchester United   | 2-2 |
| 14 apr. | Liverpool-Crystal Palace        | 0-1 |
| 14 apr. | West Ham-Fulham                 | 0-2 |
| 14 apr. | Arsenal-Aston Villa             | 0-2 |
| 15 apr. | Chelsea-Everton                 | 6-0 |

|        | 32ª giornata                   |     |
|        |                                |     |
| 6 apr. | Crystal Palace-Manchester City | 2-4 |
| 6 apr. | Aston Villa-Brentford          | 3-3 |
| 6 apr. | Everton-Burnley                | 1-0 |
| 6 apr. | Fulham-Newcastle               | 0-1 |
| 6 apr. | Luton-Bournemouth              | 2-1 |
| 6 apr. | Wolverhampton-West Ham         | 1-2 |
| 6 apr. | Brighton-Arsenal               | 0-3 |
| 7 apr. | Manchester United-Liverpool    | 2-2 |
| 7 apr. | Sheffield Utd-Chelsea          | 2-2 |
| 7 apr. | Tottenham-Nottingham Forest    | 3-1 |

|         | 33ª giornata                    |     |
|         |                                 |     |
| 13 apr. | Newcastle-Tottenham             | 4-0 |
| 13 apr. | Brentford-Sheffield Utd         | 2-0 |
| 13 apr. | Burnley-Brighton                | 1-1 |
| 13 apr. | Manchester City-Luton           | 5-1 |
| 13 apr. | Nottingham Forest-Wolverhampton | 2-2 |
| 13 apr. | Bournemouth-Manchester United   | 2-2 |
| 14 apr. | Liverpool-Crystal Palace        | 0-1 |
| 14 apr. | West Ham-Fulham                 | 0-2 |
| 14 apr. | Arsenal-Aston Villa             | 0-2 |
| 15 apr. | Chelsea-Everton                 | 6-0 |

|         | 34ª giornata                |     |
|         |                             |     |
| 20 apr. | Luton-Brentford             | 1-5 |
| 20 apr. | Sheffield Utd-Burnley       | 1-4 |
| 20 apr. | Wolverhampton-Arsenal       | 0-2 |
| 21 apr. | Everton-Nottingham Forest   | 2-0 |
| 21 apr. | Aston Villa-Bournemouth     | 3-1 |
| 21 apr. | Crystal Palace-West Ham     | 5-2 |
| 21 apr. | Fulham-Liverpool            | 1-3 |
| 14 mag. | Tottenham-Manchester City   | 0-2 |
| 15 mag. | Brighton-Chelsea            | 1-2 |
| 15 mag. | Manchester United-Newcastle | 3-2 |

|         | 35ª giornata                      |     |
|         |                                   |     |
| 27 apr. | West Ham-Liverpool                | 2-2 |
| 27 apr. | Fulham-Crystal Palace             | 1-1 |
| 27 apr. | Manchester United-Burnley         | 1-1 |
| 27 apr. | Newcastle-Sheffield Utd           | 5-1 |
| 27 apr. | Wolverhampton-Luton               | 2-1 |
| 27 apr. | Everton-Brentford                 | 1-0 |
| 27 apr. | Aston Villa-Chelsea               | 2-2 |
| 28 apr. | Bournemouth-Brighton              | 3-0 |
| 28 apr. | Tottenham-Arsenal                 | 2-3 |
| 28 apr. | Nottingham Forest-Manchester City | 0-2 |

|         | 34ª giornata                |     |
|         |                             |     |
| 20 apr. | Luton-Brentford             | 1-5 |
| 20 apr. | Sheffield Utd-Burnley       | 1-4 |
| 20 apr. | Wolverhampton-Arsenal       | 0-2 |
| 21 apr. | Everton-Nottingham Forest   | 2-0 |
| 21 apr. | Aston Villa-Bournemouth     | 3-1 |
| 21 apr. | Crystal Palace-West Ham     | 5-2 |
| 21 apr. | Fulham-Liverpool            | 1-3 |
| 14 mag. | Tottenham-Manchester City   | 0-2 |
| 15 mag. | Brighton-Chelsea            | 1-2 |
| 15 mag. | Manchester United-Newcastle | 3-2 |

|         | 35ª giornata                      |     |
|         |                                   |     |
| 27 apr. | West Ham-Liverpool                | 2-2 |
| 27 apr. | Fulham-Crystal Palace             | 1-1 |
| 27 apr. | Manchester United-Burnley         | 1-1 |
| 27 apr. | Newcastle-Sheffield Utd           | 5-1 |
| 27 apr. | Wolverhampton-Luton               | 2-1 |
| 27 apr. | Everton-Brentford                 | 1-0 |
| 27 apr. | Aston Villa-Chelsea               | 2-2 |
| 28 apr. | Bournemouth-Brighton              | 3-0 |
| 28 apr. | Tottenham-Arsenal                 | 2-3 |
| 28 apr. | Nottingham Forest-Manchester City | 0-2 |

|        | 36ª giornata                     |     |
|        |                                  |     |
| 3 mag. | Luton-Everton                    | 1-1 |
| 4 mag. | Arsenal-Bournemouth              | 3-0 |
| 4 mag. | Brentford-Fulham                 | 0-0 |
| 4 mag. | Burnley-Newcastle                | 1-4 |
| 4 mag. | Sheffield Utd-Nottingham Forest  | 1-3 |
| 4 mag. | Manchester City-Wolverhampton    | 5-1 |
| 5 mag. | Brighton-Aston Villa             | 1-0 |
| 5 mag. | Chelsea-West Ham                 | 5-0 |
| 5 mag. | Liverpool-Tottenham              | 4-2 |
| 6 mag. | Crystal Palace-Manchester United | 4-0 |

|         | 37ª giornata                 |     |
|         |                              |     |
| 11 mag. | Fulham-Manchester City       | 0-4 |
| 11 mag. | Bournemouth-Brentford        | 1-2 |
| 11 mag. | Everton-Sheffield Utd        | 1-0 |
| 11 mag. | Newcastle-Brighton           | 1-1 |
| 11 mag. | Tottenham-Burnley            | 2-1 |
| 11 mag. | West Ham-Luton               | 3-1 |
| 11 mag. | Wolverhampton-Crystal Palace | 1-3 |
| 11 mag. | Nottingham Forest-Chelsea    | 2-3 |
| 12 mag. | Manchester United-Arsenal    | 0-1 |
| 13 mag. | Aston Villa-Liverpool        | 3-3 |

|        | 36ª giornata                     |     |
|        |                                  |     |
| 3 mag. | Luton-Everton                    | 1-1 |
| 4 mag. | Arsenal-Bournemouth              | 3-0 |
| 4 mag. | Brentford-Fulham                 | 0-0 |
| 4 mag. | Burnley-Newcastle                | 1-4 |
| 4 mag. | Sheffield Utd-Nottingham Forest  | 1-3 |
| 4 mag. | Manchester City-Wolverhampton    | 5-1 |
| 5 mag. | Brighton-Aston Villa             | 1-0 |
| 5 mag. | Chelsea-West Ham                 | 5-0 |
| 5 mag. | Liverpool-Tottenham              | 4-2 |
| 6 mag. | Crystal Palace-Manchester United | 4-0 |

|         | 37ª giornata                 |     |
|         |                              |     |
| 11 mag. | Fulham-Manchester City       | 0-4 |
| 11 mag. | Bournemouth-Brentford        | 1-2 |
| 11 mag. | Everton-Sheffield Utd        | 1-0 |
| 11 mag. | Newcastle-Brighton           | 1-1 |
| 11 mag. | Tottenham-Burnley            | 2-1 |
| 11 mag. | West Ham-Luton               | 3-1 |
| 11 mag. | Wolverhampton-Crystal Palace | 1-3 |
| 11 mag. | Nottingham Forest-Chelsea    | 2-3 |
| 12 mag. | Manchester United-Arsenal    | 0-1 |
| 13 mag. | Aston Villa-Liverpool        | 3-3 |

| \| \| 38ª giornata \| \| \| \| \| \| \| 19 mag. \| Arsenal-Everton \| 2-1 \| \| 19 mag. \| Brentford-Newcastle \| 2-4 \| \| 19 mag. \| Brighton-Manchester United \| 0-1 \| \| 19 mag. \| Burnley-Nottingham Forest \| 1-2 \| \| 19 mag. \| Chelsea-Bournemouth \| 2-1 \| \| 19 mag. \| Crystal Palace-Aston Villa \| 5-0 \| \| 19 mag. \| Liverpool-Wolverhampton \| 2-0 \| \| 19 mag. \| Luton-Fulham \| 2-4 \| \| 19 mag. \| Manchester City-West Ham \| 3-1 \| \| 19 mag. \| Sheffield Utd-Tottenham \| 0-3 \| |                            |     |
| | 38ª giornata               |     |
| |                            |     |
| 19 mag. | Arsenal-Everton            | 2-1 |
| 19 mag. | Brentford-Newcastle        | 2-4 |
| 19 mag. | Brighton-Manchester United | 0-1 |
| 19 mag. | Burnley-Nottingham Forest  | 1-2 |
| 19 mag. | Chelsea-Bournemouth        | 2-1 |
| 19 mag. | Crystal Palace-Aston Villa | 5-0 |
| 19 mag. | Liverpool-Wolverhampton    | 2-0 |
| 19 mag. | Luton-Fulham               | 2-4 |
| 19 mag. | Manchester City-West Ham   | 3-1 |
| 19 mag. | Sheffield Utd-Tottenham    | 0-3 |

|         | 38ª giornata               |     |
|         |                            |     |
| 19 mag. | Arsenal-Everton            | 2-1 |
| 19 mag. | Brentford-Newcastle        | 2-4 |
| 19 mag. | Brighton-Manchester United | 0-1 |
| 19 mag. | Burnley-Nottingham Forest  | 1-2 |
| 19 mag. | Chelsea-Bournemouth        | 2-1 |
| 19 mag. | Crystal Palace-Aston Villa | 5-0 |
| 19 mag. | Liverpool-Wolverhampton    | 2-0 |
| 19 mag. | Luton-Fulham               | 2-4 |
| 19 mag. | Manchester City-West Ham   | 3-1 |
| 19 mag. | Sheffield Utd-Tottenham    | 0-3 |

## Statistiche

### Squadre

#### Capoliste solitarie
|    | —— | ——              | ——              | ——              | ——              | ——              | —— | ——  | ——  | ——      | ——      | ——      | ——      | ——      | ——  | ——      | ——      | ——        | ——        | ——        | ——        | ——        | ——        | ——        | ——        | ——        | ——  | ——  | ——  | ——  | ——  | ——  | ——  | ——      | ——      | ——      | ——  | —— |  |
|    |    | Manchester City | Manchester City | Manchester City | Manchester City | Manchester City |    | Tot | Tot | M. City | M. City | Arsenal | Arsenal | Arsenal | Liv | Arsenal | Arsenal | Liverpool | Liverpool | Liverpool | Liverpool | Liverpool | Liverpool | Liverpool | Liverpool | Liverpool |     |     | Liv | Liv |     | MCI |     | Arsenal | Arsenal | Arsenal | MCI |    |  |
|    |    |                 |                 |                 |                 |                 |    |     |     |         |         |         |         |         |     |         |         |           |           |           |           |           |           |           |           |           |     |     |     |     |     |     |     |         |         |         |     |    |  |
|    |    |                 |                 |                 |                 |                 |    |     |     |         |         |         |         |         |     |         |         |           |           |           |           |           |           |           |           |           |     |     |     |     |     |     |     |         |         |         |     |    |  |
| 1ª | 2ª | 3ª              | 4ª              | 5ª              | 6ª              | 7ª              | 8ª | 9ª  | 10ª | 11ª     | 12ª     | 13ª     | 14ª     | 15ª     | 16ª | 17ª     | 18ª     | 19ª       | 20ª       | 21ª       | 22ª       | 23ª       | 24ª       | 25ª       | 26ª       | 27ª       | 28ª | 29ª | 30ª | 31ª | 32ª | 33ª | 34ª | 35ª     | 36ª     | 37ª     | 38ª |    |  |

#### Classifica in divenire
|                   | 1ª | 2ª | 3ª | 4ª | 5ª | 6ª | 7ª | 8ª | 9ª | 10ª | 11ª | 12ª | 13ª | 14ª | 15ª | 16ª | 17ª | 18ª | 19ª | 20ª | 21ª | 22ª | 23ª | 24ª | 25ª | 26ª | 27ª | 28ª | 29ª  | 30ª | 31ª | 32ª | 33ª | 34ª | 35ª | 36ª | 37ª | 38ª |
|                   |    |    |    |    |    |    |    |    |    |     |     |     |     |     |     |     |     |     |     |     |     |     |     |     |     |     |     |     |      |     |     |     |     |     |     |     |     |     |
| ----------------- | -- | -- | -- | -- | -- | -- | -- | -- | -- | --- | --- | --- | --- | --- | --- | --- | --- | --- | --- | --- | --- | --- | --- | --- | --- | --- | --- | --- | ---- | --- | --- | --- | --- | --- | --- | --- | --- | --- |
| Arsenal           | 3  | 6  | 7  | 10 | 13 | 14 | 17 | 20 | 21 | 24  | 24  | 27  | 30  | 33  | 36  | 36  | 39  | 40  | 40  | 40  | 43  | 46  | 49  | 52  | 55  | 58  | 61  | 64  | 64*  | 65  | 68  | 71  | 71  | 74  | 80* | 83  | 86  | 89  |
| Aston Villa       | 0  | 3  | 6  | 6  | 9  | 12 | 15 | 16 | 19 | 22  | 22  | 25  | 28  | 29  | 32  | 35  | 38  | 39  | 39  | 42  | 43  | 43  | 46  | 46  | 49  | 52  | 55  | 55  | 56   | 59  | 59  | 60  | 63  | 66  | 67  | 67  | 68  | 68  |
| Bournemouth       | 1  | 1  | 1  | 2  | 3  | 3  | 3  | 3  | 3  | 6   | 6   | 9   | 12  | 13  | 16  | 19  | 19* | 22  | 25  | 25  | 25  | 26  | 27  | 27  | 28  | 28  | 31  | 32  | 35** | 38  | 41  | 41  | 42  | 42  | 48* | 48  | 48  | 48  |
| Brentford         | 1  | 4  | 5  | 6  | 6  | 6  | 7  | 7  | 10 | 13  | 16  | 16  | 16  | 19  | 19  | 19  | 19  | 19  | 19  | 19  | 22  | 22  | 22  | 25  | 25  | 25  | 26  | 26  | 26   | 27  | 28  | 29  | 32  | 35  | 35  | 36  | 39  | 39  |
| Brighton          | 3  | 6  | 6  | 9  | 12 | 15 | 15 | 16 | 16 | 17  | 18  | 19  | 22  | 22  | 25  | 26  | 26  | 27  | 30  | 31  | 32  | 32  | 35  | 35  | 38  | 39  | 39  | 42  | 42   | 42  | 43  | 43  | 44  | 44  | 44  | 47  | 48  | 48  |
| Burnley           | 0  | 0  | 0  | 0  | 1  | 1  | 1  | 4* | 4  | 4   | 4   | 4   | 4   | 7   | 7   | 8   | 8   | 11  | 11  | 11  | 12  | 12  | 13  | 13  | 13  | 13  | 13  | 14  | 17   | 18  | 19  | 19  | 20  | 23  | 24  | 24  | 24  | 24  |
| Chelsea           | 1  | 1  | 4  | 4  | 5  | 5  | 8  | 11 | 12 | 12  | 15  | 16  | 16  | 19  | 19  | 19  | 22  | 22  | 25  | 28  | 31  | 31  | 31  | 34  | 35  | 35* | 36  | 39  | 39   | 40  | 43  | 44  | 47  | 47* | 48  | 54* | 57  | 63* |
| Crystal Palace    | 3  | 3  | 4  | 7  | 7  | 8  | 11 | 12 | 12 | 12  | 15  | 15  | 15  | 16  | 16  | 16  | 17  | 18  | 18  | 21  | 21  | 24  | 24  | 24  | 25  | 28  | 28  | 29  | 29*  | 30  | 30  | 30  | 33  | 36  | 40* | 43  | 46  | 49  |
| Everton           | 0  | 0  | 0  | 1  | 1  | 4  | 4  | 7  | 7  | 10  | 11  | 14  | 4   | 7   | 10  | 13  | 16  | 16  | 16  | 16  | 17  | 18  | 19  | 19  | 20  | 21  | 25  | 25  | 25*  | 25  | 26  | 29  | 27  | 33* | 36  | 37  | 40  | 40  |
| Fulham            | 3  | 3  | 4  | 4  | 7  | 8  | 8  | 11 | 11 | 12  | 12  | 12  | 15  | 15  | 18  | 21  | 21  | 21  | 21  | 24  | 24  | 25  | 26  | 29  | 29  | 32  | 35  | 35  | 38   | 39  | 39  | 39  | 42  | 42  | 43  | 44  | 44  | 47  |
| Liverpool         | 1  | 4  | 7  | 10 | 13 | 16 | 16 | 17 | 20 | 23  | 24  | 27  | 28  | 31  | 34  | 37  | 38  | 39  | 42  | 45  | 48  | 51  | 51  | 54  | 57  | 60  | 63  | 64  | 64   | 67  | 70  | 71  | 71  | 74  | 75  | 78  | 79  | 82  |
| Luton Town        | 0  | 0  | 0  | 0  | 0  | 1  | 4  | 4  | 5  | 5   | 6   | 6   | 9   | 9   | 9   | 9   | 9   | 12  | 15  | 15  | 16  | 19  | 20  | 20  | 20  | 20  | 20  | 21  | 22   | 22  | 22  | 25  | 25  | 25  | 25  | 26  | 26  | 26  |
| Manchester City   | 3  | 6  | 9  | 12 | 15 | 18 | 18 | 18 | 21 | 24  | 27  | 28  | 29  | 30  | 30  | 33  | 34  | 34* | 37  | 40  | 43  | 46  | 49  | 52  | 53  | 59* | 62  | 63  | 63*  | 64  | 67  | 70  | 73  | 73* | 79* | 82  | 85  | 91* |
| Manchester Utd    | 3  | 3  | 6  | 6  | 6  | 9  | 9  | 12 | 15 | 15  | 18  | 21  | 24  | 24  | 27  | 27  | 28  | 28  | 31  | 31  | 32  | 35  | 38  | 41  | 44  | 44  | 44  | 47  | 47*  | 48  | 48  | 49  | 50  | 50* | 54* | 54  | 54  | 60* |
| Newcastle Utd     | 3  | 3  | 3  | 3  | 6  | 9  | 12 | 13 | 16 | 17  | 20  | 20  | 23  | 26  | 26  | 26  | 29  | 29  | 29  | 29  | 29  | 32  | 33  | 36  | 37  | 37  | 40  | 40  | 40   | 43  | 44  | 47  | 50  | 50  | 53  | 56  | 57  | 60  |
| Nottingham Forest | 0  | 3  | 3  | 6  | 7  | 7  | 8  | 9  | 10 | 10  | 13  | 13  | 13  | 13  | 13  | 14  | 14  | 14  | 17  | 20  | 20  | 20  | 21  | 21  | 24  | 24  | 24  | 24  | 25   | 22  | 25  | 25  | 26  | 26  | 26  | 29  | 29  | 32  |
| Sheffield Utd     | 0  | 0  | 0  | 1  | 1  | 1  | 1  | 1  | 1  | 1   | 4   | 5   | 5   | 5   | 5   | 8   | 8   | 9   | 9   | 9   | 10  | 10  | 10  | 13  | 13  | 13  | 13  | 14  | 14   | 15  | 15  | 16  | 16  | 16  | 16  | 16  | 16  | 16  |
| Tottenham         | 1  | 4  | 7  | 10 | 13 | 14 | 17 | 20 | 23 | 26  | 26  | 26  | 26  | 27  | 27  | 30  | 33  | 36  | 36  | 39  | 40  | 43  | 44  | 47  | 47  | 47  | 50  | 53  | 53   | 56  | 57  | 60  | 60  | 60  | 60  | 60  | 63  | 66  |
| West Ham Utd      | 1  | 4  | 7  | 10 | 10 | 10 | 13 | 14 | 14 | 14  | 14  | 17  | 20  | 21  | 24  | 24  | 27  | 30  | 33  | 34  | 35  | 36  | 36  | 36  | 36  | 39  | 42  | 43  | 44   | 44  | 45  | 48  | 48  | 48  | 49  | 49  | 52  | 52  |
| Wolverhampton     | 0  | 0  | 3  | 3  | 3  | 4  | 7  | 8  | 11 | 12  | 12  | 15  | 15  | 15  | 18  | 19  | 19  | 22  | 25  | 28  | 29  | 29  | 32  | 32  | 35  | 38  | 38  | 41  | 41   | 41  | 42  | 42  | 43  | 43  | 46  | 46  | 46  | 46  |

NOTA: l'asterisco indica che l'incontro è stato rinviato o sospeso ed è presente sia in corrispondenza del turno rinviato sia in corrispondenza del turno immediatamente successivo al recupero: esso serve a segnalare che, nella stessa giornata successiva al recupero, la formazione vincente dispone di un punteggio maggiore. L'asterisco non compare con la squadra che esce sconfitta dal recupero (né in corrispondenza del rinvio, né per il recupero stesso), invece è da usare con entrambe le squadre se il recupero termina con un pareggio: in caso di pareggio o vittoria nella partita del recupero, può comportare un incremento potenziale "anomalo" (cioè di 2 punti o superiore ai 3 punti) nella giornata seguente dove il punteggio terrà conto di entrambe le partite (quella recuperata nel turno precedente e quella regolarmente giocata nel turno successivo: pareggio-pareggio = 2 punti; pareggio-vittoria o vittoria-pareggio = 4 punti; vittoria-vittoria = 6 punti).

#### Primati stagionali
Squadre
- Maggior numero di vittorie: Arsenal e Manchester City (28)
- Minor numero di vittorie: Sheffield Utd (3)
- Maggior numero di pareggi: Brighton (12)
- Minor numero di pareggi: Arsenal (5)
- Maggior numero di sconfitte: Sheffield Utd (28)
- Minor numero di sconfitte: Manchester City (3)
- Miglior attacco: Manchester City (96 gol fatti)
- Peggior attacco: Sheffield Utd (35 gol fatti)
- Miglior difesa: Arsenal (29 gol subiti)
- Peggior difesa: Sheffield Utd (104 gol subiti)
- Miglior differenza reti: Arsenal e Manchester City (+62)
- Peggior differenza reti: Sheffield Utd (-69)
- Miglior serie positiva: Manchester City (23, 16ª-38ª giornata)
- Peggior serie negativa: Sheffield Utd (14, 25ª-38ª giornata)

Partite
- Partita con più gol: Sheffield Utd - Newcastle Utd 0-8, Chelsea - Manchester City 4-4 (8)
- Pareggi con più gol: Chelsea - Manchester City 4-4 (8, 12ª giornata)
- Maggior scarto di gol: Sheffield Utd-Newcastle Utd 0-8 (8, 6ª giornata)
- Maggior numero di reti in una giornata: 41 (4ª giornata)
- Minor numero di reti in una giornata: 24 (5ª giornata)
- Maggior numero di espulsioni in una giornata: 5 (2ª giornata)
- Maggior numero di pareggi in una giornata: 4 (8ª giornata)

### Individuali

#### Classifica marcatori
| Gol | Rigori |  | Giocatore            | Squadra           |
| --- | ------ |  | -------------------- | ----------------- |
| 27  | 7      |  | Erling Haaland       | Manchester City   |
| 22  | 9      |  | Cole Palmer          | Chelsea           |
| 21  | 5      |  | Alexander Isak       | Newcastle         |
| 19  |        |  | Ollie Watkins        | Aston Villa       |
| 19  | 2      |  | Dominic Solanke      | Bournemouth       |
| 19  |        |  | Phil Foden           | Manchester City   |
| 18  | 5      |  | Mohamed Salah        | Liverpool         |
| 17  | 2      |  | Son Heung-min        | Tottenham         |
| 16  | 2      |  | Jean-Philippe Mateta | Crystal Palace    |
| 16  |        |  | Jarrod Bowen         | West Ham          |
| 16  | 6      |  | Bukayo Saka          | Arsenal           |
| 14  |        |  | Nicolas Jackson      | Chelsea           |
| 14  |        |  | Chris Wood           | Nottingham Forest |
| 13  | 1      |  | Kai Havertz          | Arsenal           |
| 12  | 1      |  | Hwang Hee-chan       | Wolverhampton     |
| 12  |        |  | Leandro Trossard     | Arsenal           |
| 12  | 1      |  | Matheus Cunha        | Wolverhampton     |
| 12  |        |  | Yoane Wissa          | Brentford         |